# Liste der Kulturdenkmale in Lößnitz (Erzgebirge)

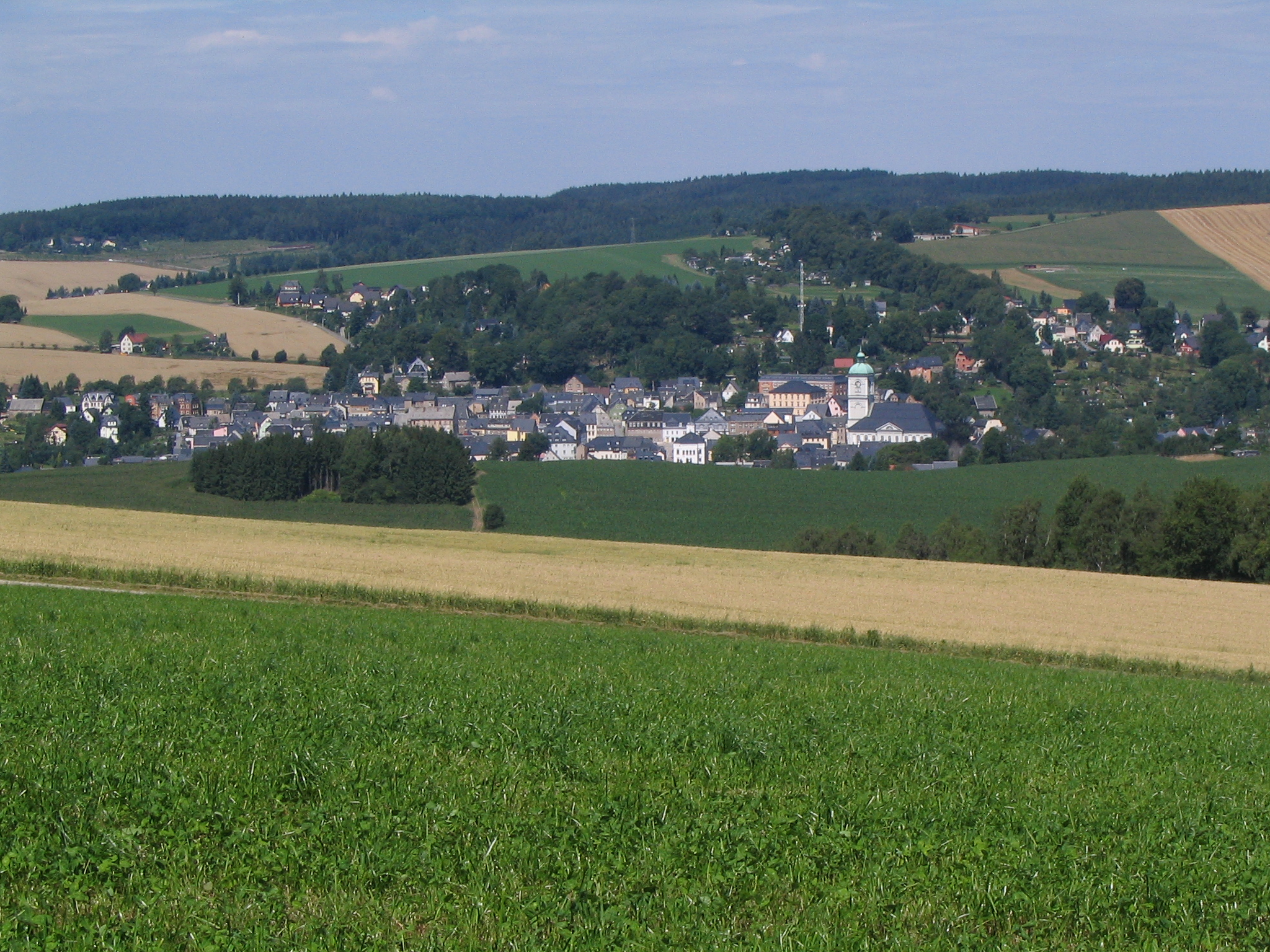
Blick auf Lößnitz

Die Liste der Kulturdenkmale in Lößnitz enthält die Kulturdenkmale in Lößnitz.
Diese Liste ist eine Teilliste der Liste der Kulturdenkmale in Sachsen.

## Legende
- Bild: Bild des Kulturdenkmals, ggf. zusätzlich mit einem Link zu weiteren Fotos des Kulturdenkmals im Medienarchiv Wikimedia Commons. Wenn man auf das Kamerasymbol klickt, können Fotos zu Kulturdenkmalen aus dieser Liste hochgeladen werden:
- Bezeichnung: Denkmalgeschützte Objekte und ggf. Bauwerksname des Kulturdenkmals
- Lage: Straßenname und Hausnummer oder Flurstücknummer des Kulturdenkmals. Die Grundsortierung der Liste erfolgt nach dieser Adresse. Der Link (Karte) führt zu verschiedenen Kartendiensten mit der Position des Kulturdenkmals. Fehlt dieser Link, wurden die Koordinaten noch nicht eingetragen. Sind diese bekannt, können sie über ein Tool mit einer Kartenansicht einfach nachgetragen werden. In dieser Kartenansicht sind Kulturdenkmale ohne Koordinaten mit einem roten bzw. orangen Marker dargestellt und können durch Verschieben auf die richtige Position in der Karte mit Koordinaten versehen werden. Kulturdenkmale ohne Bild sind an einem blauen bzw. roten Marker erkennbar.
- Datierung: Baubeginn, Fertigstellung, Datum der Erstnennung oder grobe zeitliche Einordnung entsprechend des Eintrags in der sächsischen Denkmaldatenbank
- Beschreibung: Kurzcharakteristik des Kulturdenkmals entsprechend des Eintrags in der sächsischen Denkmaldatenbank, ggf. ergänzt durch die dort nur selten veröffentlichten Erfassungstexte oder zusätzliche Informationen
- ID: Vom Landesamt für Denkmalpflege Sachsen vergebene, das Kulturdenkmal eindeutig identifizierende Objekt-Nummer. Der Link führt zum PDF-Denkmaldokument des Landesamtes für Denkmalpflege Sachsen. Bei ehemaligen Kulturdenkmalen können die Objektnummern unbekannt sein und deshalb fehlen bzw. die Links von aus der Datenbank entfernten Objektnummern ins Leere führen. Ein ggf. vorhandenes Icon  führt zu den Angaben des Kulturdenkmals bei Wikidata.

## Lößnitz
| Bild                                    | Bezeichnung | Lage                               | Datierung                                       | Beschreibung | ID       |
| --------------------------------------- | --- | ---------------------------------- | ----------------------------------------------- | --- | -------- |
| Direkt Bild zu diesem Denkmal hochladen | Vier Forstgrenzsteine einer historischen Waldberainung |                                    |                                                 | | 08957741 |
| Direkt Bild zu diesem Denkmal hochladen | Teilstücke der Alten Salzstraße | (Karte)                            | 12.–19. Jahrhundert                             | Teil der bedeutenden mittelalterlichen Fernhandelsstraße mit verkehrsgeschichtlicher und ortsgeschichtlicher Bedeutung. Mehrere zum Teil als Hohlwege im Gelände angezeigte Streckenabschnitte der Handelsstraße parallel der heutigen Gemarkungsgrenze. | 08957653 |
| Direkt Bild zu diesem Denkmal hochladen | Villa | Affalter Straße 3 (Karte)          | um 1910                                         | Einfaches Beispiel bürgerlicher Wohnkultur, baugeschichtlich von Bedeutung. Über Winkelgrundriss und Porphyrsockel eingeschossiger Putzbau mit Eckstanderker unter geschwungener Blechhaube, Mansarddach mit aufwendigen Dachgaupen, originale Fenster, Garten nicht mehr vorhanden. | 08957663 |
| Direkt Bild zu diesem Denkmal hochladen | Fabrikgebäude | Auer Straße 1b (Karte)             | um 1912                                         | In traditionsverbundenem Heimatstil, baugeschichtlich und technikgeschichtlich von Bedeutung. dreigeschossiger Massivbau mit Eckrisalit unter steilem Giebel, Erdgeschoss und erstem Obergeschoss verputzt, mit gesprossten Fabrikfenstern, zweites Obergeschoss verbrettert, mit gekuppelten Fenstern, Walmdach mit Dachausbau in Hechtform und dreiseitig durchgehender Dachschleppe, Giebelfeld mit Zierfachwerk und Verbretterung, geschweifte Windbretter und gesägte Pfettenköpfe. | 08957678 |
| Direkt Bild zu diesem Denkmal hochladen | Drei Wohnhäuser, Verbindungsbögen und Einfriedung einer Wohnanlage | Auer Straße 3; 5; 7 (Karte)        | um 1925                                         | Symmetrisch angeordnete Wohnanlage mit baugeschichtlicher und ortsbildprägender Bedeutung. Dreigeschossiger Mittelbau mit jeweils einem zweigeschossigen Winkelbauteil auf jeder Seite, verbunden durch eingeschossige Torhäuser, jeweils über Sockel aus grobem Granit-Polygonalmauerwerk, Erdgeschoss-Fenster des Mittelteils von Archivolten überfangen, erstes Obergeschoss mit Fensterläden, zweites Obergeschoss über Dachschürze als Dachausbau maskiert, in Mittelachse übergiebeltes Dachhaus, stehende Dachgaupen, Torhäuser mit rundbogigem Durchgang, bauzeitliche Fenster mit liegender Sechsfachsprossung, Walmdach, kleine halbrunde Fenster, Seitenbauteile: über Granitsockel zweistöckige Putzbauten, profiliertes Kranzgesims, Einfriedung aus groben Granitquadern und Holzlattenzäunen mit stichbogigen Torbögen. | 08957681 |
| Direkt Bild zu diesem Denkmal hochladen | Wohnstallhaus, Seitengebäude und zwei Scheunen eines Vierseithofes | Auer Straße 6 (Karte)              | 1. Teil 18. Jahrhundert                         | Geschlossen erhaltene zeit- und regionaltypische Hofanlage, baugeschichtlich von Bedeutung. - Wohnstallhaus aus zwei Bauphasen, Erdgeschoss massiv, im rechten Teil hoher, gewölbter Stall auf vier Granitsäulen mit Kreuzgratgewölben und Gurtbogen, linker Teil mit einfachem Granittürgewände, Obergeschoss Fachwerk, verputzt, verschieden hohe Satteldächer mit Bergetür und zwei Reihen stehender Dachgaupen, Giebelseite verkleidet, Gebäude bezeichnet „C.F.J.“ (Jehn), - Scheune: Massiv, mit Holztoren, Satteldach, - Zweite Scheune: Fachwerkkonstruktion, verbrettert, Satteldach, Giebel verschiefert, - Stallscheune: Mit gewölbtem Bergkeller bis unter die Straße, Erdgeschoss massiv, granitener klassizistischer Türsturz, Obergeschoss Fachwerk verbrettert. | 08957732 |
| Direkt Bild zu diesem Denkmal hochladen | Wohnhaus und Scheune eines Zweiseithofes | Auf den Gütern 40 (Karte)          | um 1800                                         | Zeit- und regionaltypische Fachwerkbauweise am Stadtrand, baugeschichtlich von Bedeutung. - Wohnhaus: Erdgeschoss massiv und verputzt, im Wohnteil steinerne Fenstergewände, im ehemaligen Stallteil Fenster vergrößert, Obergeschoss zweiriegeliges Fachwerk, Giebel verschiefert, Satteldach, - Scheune: Fachwerkkonstruktion, verbrettert, Satteldach. | 08957656 |
| Direkt Bild zu diesem Denkmal hochladen | Forstgrenzstein einer historischen Waldberainung | Bärengrund                         | 18. Jahrhundert                                 | Maßgebliches Zeugnis historischer Waldnutzung und Besitzverhältnisse mit hohem ortsgeschichtlichen Wert. Am Kuttenbach dreiseitiger Granitstein, sogenannter Eckstein, mit eingeschlagener Beschriftung auf je einer Seite: NL (Niederlößnitz), SM und LSW (Lößnitzer Stadtwald) und Reihennummer 36. | 08957736 |
| Direkt Bild zu diesem Denkmal hochladen | Bergbaumonumente Lößnitz – Einzeldenkmale | Bärengrund                         |                                                 | Einzeldenkmale der Sachgesamtheit: - Stollenmundloch, - Fundamentreste eines ehemaligen Huthauses mit Radstube und Wasserkanal - sowie ein rekonstruiertes Lagerhaus für Sprengmittel (siehe Sachgesamtheit gleiche Anschrift – Obj. 09302241) | 08957738 |
| Direkt Bild zu diesem Denkmal hochladen | Drei Forstgrenzsteine einer historischen Waldberainung | Bärengrund                         | 18. Jahrhundert                                 | Maßgebliches Zeugnis historischer Waldnutzung und Besitzverhältnisse mit hohem ortsgeschichtlichen Wert. - 1.: Nordwestlich des Kuttenbachs im Bereich der ehemaligen Schmelzhütte einfacher Granitquader mit Reihennummer 43 und eingeschlagener Beschriftung LGW (Lößnitzer Gotteswald) und AL, - 2.: An der Kuttenbachbrücke im Bereich der ehemaligen Schmelzhütte dreiseitiger Granitstein, sogenannter Eckstein, mit Reihennummer 44 und eingeschlagener Beschriftung auf je einer Seite: LSW (Lößnitzer Stadtwald), AL und NL (Niederlößnitz), 3.: Oberhalb des Weges im Kuttengrund einfacher Granitquader mit Reihennummer 45 und eingeschlagener Beschriftung LGW (Lößnitzer Gotteswald) und AL. | 08957739 |
| Direkt Bild zu diesem Denkmal hochladen | Stollenmundloch mit anschließendem Stollen einer Fundstätte | Bärengrund                         | bezeichnet 1857                                 | Bergbaugeschichtlich, ortsgeschichtlich und technikgeschichtlich von Bedeutung. Einzeldenkmale der Sachgesamtheit Bergbaumonumente Lößnitz (siehe Sachgesamtheit – Obj. 09302241): Rekonstruiertes, oval gemauertes Stollenmundloch mit historischem Granitschlussstein und davor endender Lorenbahn auf Holz-Metall-Schienen, Schlussstein mit geschwärzter Inschrift: „Reichenbach Hoffnung Stolln“, gekreuztem Schlägel und Eisen und Jahreszahl 1857, historische Wangenmauern als Pläner-Trockenmauerwerk. | 08957723 |
| Direkt Bild zu diesem Denkmal hochladen | Sachgesamtheit Bergbaumonumente Lößnitz mit den Einzeldenkmalen | Bärengrund                         | 16.–19. Jh.                                     | Zeugnisse des Altbergbaus von technikgeschichtlicher und ortsgeschichtlicher Qualität. Sachgesamtheit mit den Einzeldenkmalen: - Stollenmundloch, - Fundamentreste eines ehemaligen Huthauses mit Radstube und Wasserkanal, - Ein rekonstruiertes Lagerhaus für Sprengmittel (siehe Einzeldenkmale gleiche Anschrift – Obj. 08957738), - Stollenmundloch mit anschließendem Stollen einer Fundstätte (siehe Einzeldenkmale gleiche Anschrift – Obj. 08957723), - Stollenmundloch und 188 Meter langer Stollen einer Arsenkies-, Blei- und Feinsilberfundstätte (siehe Einzeldenkmal Kuttenbachtal – Obj. 08957740), - Doppelmundloch und Halde einer Erzfundstätte (siehe Einzeldenkmal Kuttenbachtal – Obj. 08957727), - Binge und davorliegende Abraumhalde einer der ältesten Erzfundstätten des Gemeindegebietes (siehe Einzeldenkmal Kuttenbachtal – Obj. 08957726), - Staudamm und Kunstteich zur Wasser- und Energieversorgung der historischen Förderstätten im Kuttenbachtal (siehe Einzeldenkmal Kuttenbachtal – Obj. 08957725), - Stollenmundloch, Binge und Abraumhalde einer ehemaligen Eisenvitriol-Fundgrube (siehe Einzeldenkmal Kuttenbachtal – Obj. 08957724), - Stollen mit Mundloch zur Wasserversorgung der Stadt Lößnitz (siehe Einzeldenkmal Steinweg – Obj. 08957722). | 09302241 |
| Direkt Bild zu diesem Denkmal hochladen | Wohnhaus in geschlossener Bebauung | Brunnenweg 4 (Karte)               | nach 1806                                       | Stattliches Zeugnis kleinstädtischer Wohnbebauung in Fachwerkbauweise nach dem Brand von 1806, baugeschichtlich von Bedeutung. Breitgelagerter Bau mit massivem Erdgeschoss, verputzt, steinerne Fenstergewände, Türstock mit Pilastern und Akanthuskapitellen mit segmentbogigem Sturz und gerader Verdachung, gründerzeitliche Haustür, massiges Mansardgiebeldach mit einer Reihe stehender Dachgaupen, verschieferter Giebel. | 08957654 |
| Direkt Bild zu diesem Denkmal hochladen | Wohnhaus in geschlossener Bebauung | Brunnenweg 6 (Karte)               |                                                 | | 09306270 |
| Direkt Bild zu diesem Denkmal hochladen | Wohnhaus in halboffener Bebauung | Brunnenweg 8 (Karte)               | Anfang 19. Jahrhundert                          | Markantes Zeugnis kleinstädtischer Bebauung in Fachwerkbauweise nach dem Stadtbrand von 1806, baugeschichtlich von Bedeutung. Erdgeschoss massiv und verputzt, Fenster mit Sprossung in Originalgröße, segmentbogige Tür, Obergeschoss Fachwerk, traufseitig verputzt, Giebelseite verbrettert, mächtiges Mansardgiebeldach mit verschiefertem Giebel und kleinen stehenden Dachgaupen. | 08957651 |
| Direkt Bild zu diesem Denkmal hochladen | Villa in Ecklage | Chemnitzer Straße 2 (Karte)        | um 1910                                         | Stattlicher Bau im Reformstil mit baugeschichtlicher und ortsgeschichtlicher Bedeutung. Über Granitsockel zweigeschossiger Putzbau mit abgerundeter Ecke und zweigeschossigem Standerker, im ersten Obergeschoss über kupferner Dachschürze stilisierte dorische Säulen als Fensterpfosten, aufgelockerte Dachlandschaft mit Knickgiebeln und Bay-Window, Fenster mit Verglasung im geometrischen Jugendstil, Mansarddach mit Schleppgaupen. | 08957665 |
| Direkt Bild zu diesem Denkmal hochladen | Verwaltungsgebäude, Produktionshalle und Kesselhaus einer Fabrik | Chemnitzer Straße 6 (Karte)        | um 1905                                         | Im Ort singuläres Zeugnis von qualitätvoller Industriearchitektur im Jugendstil, baukünstlerischer, ortsbildprägender und technikgeschichtlich von Bedeutung. - Verwaltungsgebäude: Über Granitsockel zweigeschossiger Klinkerbau mit Lisenengliederung in alternierender Klinkerfarbe, neoromanisches Eingangsportal mit gedrungenen Säulen und gestabter Archivolte unter Kupferverdachung, kunststeinerne Fenstergewände und im Erdgeschoss bauzeitliche Holzfenster in aufwendiger Ziersprossung, eingeschossige Produktionshalle in entsprechenden Formen mit stehenden Oberlichtern, - Kesselhaus in entsprechenden Formen mit Einfahrt. | 08957664 |
| Direkt Bild zu diesem Denkmal hochladen | Abraumhalde als einzig erhaltener Rest eines ehemaligen Wismut-Erkundungsschachtes | Dittersdorfer Weg                  | um 1955                                         | Zeugnis der jüngsten Bergbaugeschichte, bergbaugeschichtlich, ortsgeschichtlich und technikgeschichtlich von Bedeutung. Einzeldenkmal der Sachgesamtheit Wismut-Erkundungsschacht: (siehe Sachgesamtheit gleiche Anschrift – Obj. 09302240) Abraumschüttung in Form einer heute begrünten Tafelberghalde. | 08957729 |
| Direkt Bild zu diesem Denkmal hochladen | Förderturmfundamente, Schachttrichter, Fundamente eines Nebengebäudes und Abraumhalde eines ehemaligen Wismut-Erkundungsschachtes                                                      | Dittersdorfer Weg                  | um 1950 (Bergbauanlage)                         | Zeugnis der jüngsten Bergbaugeschichte, bergbaugeschichtlich, ortsgeschichtlich und technikgeschichtlich von Bedeutung. Einzeldenkmale der Sachgesamtheit Wismut-Erkundungsschacht (siehe Sachgesamtheit gleiche Anschrift – Obj. 09302240): Vier gegossene Betonsockel als Auflager des nicht mehr vorhandenen Metall-Fachwerk-Förderturms, in deren Mitte, heute trichterförmig aufgeweitet, der ehemalige Bohr- und Förderschacht, von altem Stacheldrahtzaun umgeben, Streifenfundamente eines rechteckigen Nebengebäudes (wohl Maschinenhaus), mit Resten der Metall-Einzäunung, in der Topographie geradlinige Abzeichnung der ehemaligen Hundebahn als Verbindung zur Abraumhalde, Abraumschüttung in Form einer heute begrünten Tafelberghalde. | 08957728 |
| Direkt Bild zu diesem Denkmal hochladen | Förderturmfundamente, Schachttrichter, Fundamente eines Nebengebäudes und Abraumhalde                                                                                                  | Dittersdorfer Weg                  | um 1950                                         | Zeugnis der jüngsten Bergbaugeschichte, bergbaugeschichtlich, ortsgeschichtlich und technikgeschichtlich von Bedeutung. Sachgesamtheit Wismut-Erkundungsschacht mit den Einzeldenkmalen (siehe Einzeldenkmale, gleiche Anschrift, Obj. 08957728) sowie einer weiteren Abraumhalde als einzig erhaltener Rest eines ehemaligen Wismut-Erkundungsschachtes (siehe Einzeldenkmal gleiche Anschrift, Obj. 08957729) | 09302240 |
| Direkt Bild zu diesem Denkmal hochladen | Wohnmühlenhaus und Seitengebäude eines Mühlenanwesens sowie Reste von Wasserbau und Technik                                                                                            | Dreihansner Straße 6 (Karte)       | um 1848                                         | Baugeschichtlich und ortsgeschichtlich von Bedeutung. Beide Gebäude massiv Schiefermauerwerk, Obergeschoss Ziegel, Rundbogenstil, Erdgeschoss-Rustika verloren, Wand-Öffnungs-Verhältnis aber intakt, inklusive Fenstergewände, Traufprofilierung ehem. Ecklisenen, originale Haustür, Reste einer Radstube, Gatter und Transmission. | 08957683 |
| Direkt Bild zu diesem Denkmal hochladen | Drei Stadtscheunen | Feldstraße (Karte)                 | 19. Jahrhundert                                 | Zeugnisse historischer Stadt- und Sozialstrukturen, baugeschichtlich von Bedeutung. Drei leicht höhengestaffelte einfache Scheunen mit jeweiliger Tennen-Einfahrt, aus Bruchsteinmauerwerk, zum Teil verputzt, Schlitzfenster, Satteldächer. | 08957631 |
| Direkt Bild zu diesem Denkmal hochladen | Stadtpark | Feldstraße (Karte)                 |                                                 | | 09306269 |
| Direkt Bild zu diesem Denkmal hochladen | Wohnhaus in offener Bebauung | Feldstraße 3 (Karte)               | bezeichnet 1847                                 | Ehemals Hospital, kubischer Baukörper von baugeschichtlich und ortsgeschichtlich Bedeutung. Über Sockel kubischer dreigeschossiger Putzbau aus Plänermauerwerk, mit Aufstockung des zweiten Obergeschoss aus Ziegel, niedrige Segmentbogen-Haustür, schlicht profilierte Fenstergewände, zweites Obergeschoss als Mezzanin mit quadratischen Fenstern, Zeltdach mit Überstand, Metalltafel über dem Haupteingang, Inschrift: „Friedrich Hospital MDCCCXLVII“. | 08957630 |
| Direkt Bild zu diesem Denkmal hochladen | Wohnhaus mit anstoßendem Stadtmauerteil | Frohngasse 28 (Karte)              | Mitte 19. Jahrhundert                           | Zeittypischer Fachwerkbau über mittelalterlichen Resten, in gutem Originalzustand, baugeschichtlich von Bedeutung. Über verputztem Sockel Erdgeschoss massiv, mit geputzten Fensterrahmungen, zum Teil historischer Graupelputz, Obergeschoss Fachwerk, verkleidet, Krüppelwalmdach, historische Fenster mit zum Teil Winterverglasung, anstoßend bastionsähnlich verlaufender Stadtmauerrest aus Gneispläner mit geböschtem Strebepfeiler. | 08957611 |
| Weitere Bilder                          | Wohnhaus in geschlossener Bebauung, mit rückwärtigem Anbau | Gerbergasse 13 (Karte)             | 1. Hälfte 19. Jahrhundert, Kern älter           | Putzfassade mit Korbbogenportal und schöner Eingangstür, von bauhistorischer und städtebaulicher Bedeutung. Zweigeschossig, traufständig, drei kleine Gaupen, Obergeschoss vermutlich noch Fachwerk, korbbogiger Türstock aus scharriertem Porphyr mit Keilstein, frühklassizistisches Türblatt mit Resten des Originalbeschlags, Zahnschnittgesims und diagonal gesprosstem Oberlicht. | 08957621 |
| Weitere Bilder                          | Wohnhaus in geschlossener Bebauung | Gerbergasse 15                     | nach 1806, Kern älter                           | Obergeschoss Fachwerk verputzt, mit reichem Türblatt, ortstypischer Fachwerkbau aus der Zeit nach dem Stadtbrand von 1806, wohl mit älterem Kern, baugeschichtlich von Bedeutung. Erdgeschoss massiv, verputzt, steinerne Fenstergewände, segmentbogiger Türstock mit reichem Türblatt im Zopfstil, Obergeschoss Fachwerk, verputzt, mit spätklassizistischen Fensterumrandungen aus Holz mit geraden Verdachungen und Akroterien, Satteldach mit späterem Dachausbau. | 08957620 |
| Weitere Bilder                          | Sachgesamtheit Friedhof und Hospitalkirche St. Georg (Lößnitz) | Hospitalstraße (Karte)             | 18. und frühes 19. Jahrhundert (Grabmale)       | Ensemble von kunstgeschichtlicher, baugeschichtlicher und ortsgeschichtlicher Bedeutung. Sachgesamtheit mit folgenden Einzeldenkmalen: - Kirche, - Kirchhofseinfriedung, - Andachtshalle, - Grabmäler des 18. und frühen 19. Jahrhunderts und - Sowjetisches Ehrenmal (siehe Einzeldenkmale gleiche Anschrift – Obj. 08957629) - sowie Kirchhof (Gartendenkmal) | 09302242 |
| Weitere Bilder                          | Friedhof und Hospitalkirche St. Georg | Hospitalstraße (Karte)             | 1851–1861                                       | Grabmäler des 17. bis frühen 19. Jahrhunderts, Ensemble von kunstgeschichtlicher, baugeschichtlicher und ortsgeschichtlicher Bedeutung. Einzeldenkmale der Sachgesamtheit: Kirche, Kirchhof und Friedhof mit Einfriedung, Andachtshalle, Grabmälern, Kruzifix und sowjetischem Ehrenmal (siehe Sachgesamtheit gleiche Anschrift – Obj. 09302242) - Hospitalkirche verputzt, im zeitgenössischen Rundbogenstil, Turm über Eingangsseite, Andachtshalle aus unverputztem Plänermauerwerk über quadratischem Grundriss, mit Kupferzeltdach und rundbogigen, farbverglasten Fenstern, - Schlichtes Ehrengrabmal für 19 sowjetische Kriegsopfer in einem durch eine Hecke abgegrenzten Areal. Zentraler, grob behauener Granitmonolith mit eingelassener Schrifttafel: „Ruhm und Ehre den Helden der Sowjetunion“, seitlich je ein kleinerer Granitstein mit den Namen der Verstorbenen. - Einfriedung als Mauer aus unverputztem Plänermauerwerk, auf dem Friedhof heute Halbkreis barocker Grabsteine (fünf Einzeldenkmale), darunter einer mit Putto und gebrochenem Obelisk (1682–1717). - An der Kirchenrückwand die Einzeldenkmale - Epitaph Stadtrichter Christoph am Ende (1686–1748), - Epitaph Regina am Ende (1703–46), - Grabtafel mit Büstenrelief des Rektors Schulze (1792–1851), - Choraußenwand Epitaph Johanna Auguste Seidel (geboren 1698) mit Relief Tod als Schnitter, künstlerischer Wert, - In der Mitte des Friedhofes Kruzifix des späten 19. Jahrhunderts, - Grabstelle Seinige von 1913: Einfriedung mit vergleichsweise aufwändigem Jugendstilgitter. | 08957629 |
| Direkt Bild zu diesem Denkmal hochladen | Wohnhaus in offener Bebauung | Johannisplatz 1 (Karte)            | um 1806                                         | Charakteristisches Zeugnis kleinstädtischer Bebauung am Kirchplatz in Fachwerkbauweise, baugeschichtlich von Bedeutung. Über hohem Sockel massiv, verputzt, segmentbogiger Türstock mit Keilstein und historischem Türblatt, Fenstergewände aus Haustein, Obergeschoss Fachwerk, verputzt, Krüppelwalmdach mit großer Schleppgaupe. | 08957572 |
| Weitere Bilder                          | Johanniskirche (mit Glockenspiel) mit umgebendem Freiraum sowie talseitiger Terrassenmauer und Treppenanlage                                                                           | Johannisplatz 8 (Karte)            | 1817–1826                                       | Als eine der größten streng klassizistischen Saalkirchen Sachsens von baukünstlerischer, baugeschichtlicher und ortsgeschichtlicher Bedeutung sowie stadtbildprägendem Wert. Verputzter Bruchsteinbau mit geradem Ostschluss, Westturm über quadratischem Grundriss, symmetrische Gliederung des Außenbaus durch übergiebelte Mittelrisalite an vier Seiten, Pilaster und hohe Rundbogenfenster, Terrassenmauern aus unverputztem Plänermauerwerk mit zwei einläufigen Treppen zu Seiten dreier zentraler Rundbogennischen, 1991 erneuert. | 08957641 |
| Direkt Bild zu diesem Denkmal hochladen | Begrenzungsgeländer auf der Mauer- bzw. Böschungskrone entlang der Johannisstraße | Johannisstraße                     | um 1900                                         | Zeugnis des Stadtausbaus, von verkehrshistorischer und ortsbildprägender Relevanz. Im Rahmen des Straßenausbaus Stollberger Straße (ehemalige Bahnhofstraße) ab 1895 geplantes Metallgeländer aus Grauguss auf einer Mauer- bzw. Böschungskrone, in der Formgebung aufwendig profilierte Baluster, zwischen den Vertikalen jeweils zwei Verbindungsrohre, Geländer bei Sanierung vereinfacht. | 08957619 |
| Direkt Bild zu diesem Denkmal hochladen | Wohnhaus in geschlossener Bebauung | Johannisstraße 1 (Karte)           | um 1905, Kern wohl älter                        | Stattlicher Bau als Zeugnis gründerzeitlicher Überformung älterer Bausubstanz, mit baugeschichtlicher und platzbildprägender Bedeutung. Dreigeschossiger Putzbau, Erdgeschoss mit segmentbogigen Fenstern und Tür mit Keilsteinen, über ehemaliger Einfahrt Keilstein mit Maske in Relief, zwei Obergeschoss mit jugendstiliger Fassadendekoration durch Fensterverdachungen und Reliefs in Brüstungsfeldern, zweiachsiges Dachhaus, Mansardgiebeldach mit stehenden Dachgaupen des Historismus. | 08957599 |
| Direkt Bild zu diesem Denkmal hochladen | Wohnhaus (ehemals Apotheke) | Johannisstraße 3 (Karte)           | bezeichnet 1807, im Kern älter                  | Im Ort singulärer Bau nach dem Vorbild spätbarocker Adelspalais, von baukünstlerischer, baugeschichtlicher und platzbildprägender Bedeutung. Dreigeschossiger Putzbau mit vornehmer Gliederung durch Fenstergewände mit Keilsteinen und Gurtgesimsen bzw. -bändern, zweites Obergeschoss als Mezzanin mit segmentbogigen Fenstern, dreiachsiger Mittelrisalit zur Johannisstraße mit reicher Gliederung durch Schlusssteine mit Blattwerk- bzw. Laubkranzrelief und Datierung, Hauptportal zugesetzt, stichbogige Fenster im ersten Obergeschoss mit gebogenen Verdachungen, Dreiecksgiebel mit Okulus, Giebelfront mit mittigen Dreierfenstergruppen, Thermenfenster, Okuli, geschweiftem Mansardgiebeldach-Schopf, Rückseite mit einachsigem Risalit unter Halbbogengiebel, Mansardgiebeldach mit stehenden Dachgaupen, Fassade wohl noch einmal Anfang des 20. Jahrhunderts modifiziert. | 08957593 |
| Direkt Bild zu diesem Denkmal hochladen | Wohnhaus in geschlossener Bebauung | Johannisstraße 6 (Karte)           | um 1920                                         | Ehemaliger Gasthof, stattlicher Putzbau in wichtiger straßenräumlicher Lage bei der Kirche, baugeschichtlich und ortsentwicklungsgeschichtlich von Bedeutung. Als Folgebau nach Brand: stattliches Gebäude mit drei Geschossen, zehn Achsen, hohes Erdgeschoss mit zwei Eingängen, dort Eckquaderung, die Obergeschoss mit Lisenengliederung rhythmisiert, barockisierende Fenstergliederung, Dachausbau mit schweren Reliefs geschmückt. | 08957595 |
| Direkt Bild zu diesem Denkmal hochladen | Wohnhaus in geschlossener Bebauung | Johannisstraße 10 (Karte)          | um 1860                                         | Putzbau im Rundbogenstil, Bestandteil der kirchnahen Kleinstadt-Bebauung, baugeschichtlich von Bedeutung. Dreigeschossiger Putzbau, Erdgeschoss leicht verändert, im ersten Obergeschoss klassizistische Rundbogenfenster, dazwischen profilierte Pilaster, im zweiten Obergeschoss flachbogige profilierte Fenstergewände, Zahnschnittkranzgesims. | 08957594 |
| Direkt Bild zu diesem Denkmal hochladen | Wohnhaus in geschlossener Bebauung | Johannisstraße 14 (Karte)          | bezeichnet 1923, im Kern wohl älter             | Putzbau mit Laden, Bestandteil der kirchnahen Platzbebauung mit baugeschichtlicher Bedeutung. Dreigeschossiger Putzbau, segmentbogige ehemalige Einfahrt und Schaufenster im Erdgeschoss, Fassadengliederung der Obergeschoss durch mittigen Kastenerker unter Dreiecksgiebel und Fenstergewänden und -verdachungen aus Stein, segmentbogige Fenster im zweiten Obergeschoss mit kassettierten Brüstungsfeldern, hohes Mansardgiebeldach mit Dachhaus und zwei Reihen stehender Dachgaupen. | 08957592 |
| Direkt Bild zu diesem Denkmal hochladen | Wohnhaus in geschlossener Bebauung | Johannisstraße 31 (Karte)          | um 1806                                         | Charakteristisches Beispiel kleinstädtischer Wohnbebauung von baugeschichtlicher Bedeutung. Erdgeschoss massiv und verputzt, steinerne Fenstergewände mit hölzernen Fensterläden, gerader Türstock mit Zahnschnitt und bauzeitlichem Türblatt, Obergeschoss Fachwerk, verputzt, Fenster in Originalgröße, steiles Satteldach mit stehenden Dachgaupen, rechter Hausteil Mansardgiebeldach. | 08957642 |
| Direkt Bild zu diesem Denkmal hochladen | Fabrik mit ehemaligem Verwaltungskopfbau (heute Wohnhaus) und Einfriedung | Johannisstraße 40 (Karte)          | bezeichnet 1907                                 | Repräsentatives Zeugnis spätgründerzeitlicher Industriearchitektur mit ortsbildprägender und baugeschichtlicher Qualität. Über Sockel dreigeschossiger Putzbau, Fassadengliederung durch Gurt- und Kranzgesims und jugendstilige Fensterverdachungen, Eckbereich turmartig betont durch zweigeschossigen Kastenerker auf Kragkonsolen und aufgesetztes Halbgeschoss mit kleinen Rundbogenfenstern und Sonnenreliefs in Stuck, Dachansatz des Mansarddachs durch flache Balustrade kaschiert, Treppenhaus mit Jugendstil-Farbverglasung, anstoßende Fabrikflügel jeweils dreigeschossige Putzbauten, unter anderem mit Lisenengliederung und Fensterstürzen mit eingetieften Vorhangbögen, gesproßte Originalfenster, Kranzgesims mit Flachdach, zum Lößnitzbach neoklassizistischer Bauabschnitt mit flacher Putzgliederung, hohen Vertikalfenstern und hohem Satteldach, Einfriedung vor dem Kopfbau halbrund in schlichtem Jugendstil-Metallzaun. | 08957634 |
| Direkt Bild zu diesem Denkmal hochladen | Wohnhaus in geschlossener Bebauung | Johannisstraße 42 (Karte)          | Anfang 19. Jahrhundert                          | Charakteristischer Fachwerkbau mit Mansardgiebeldach, baugeschichtlich und straßenbildprägend von Bedeutung. Erdgeschoss massiv und verputzt, steinerne Fenstergewände mit hölzernen Fensterläden, Türstock mit Rosetten und Zahnschnitt, Obergeschoss Fachwerk unter Putz, mit Gurtband abgesetzt (spätere Hinzufügung), bauzeitliche Vierflügelfenster mit festem Kämpfer, Mansardgiebeldach mit drei stehenden Dachgaupen, Türblatt um 1925. | 08957655 |
| Direkt Bild zu diesem Denkmal hochladen | Wohnhaus in halboffener Bebauung und Ecklage, mit Einfriedung | Johannisstraße 57 (Karte)          | bezeichnet 1910                                 | Stattlicher Putzbau mit Laden, markantes Zeugnis der Stadterweiterung nach 1900, baugeschichtlich und ortsentwicklungsgeschichtlich von Bedeutung. Über Granitsockel zweigeschossiger Massivbau in jugendstiligem Reformstil, Verkleidung durch hellglasierte Klinker, verbrochener Eckerker mit Aufsatz aus Zierfachwerk, Fensterstürze und Sohlbänke aus Sandstein, Dachausbau aus Fachwerk, verbrochene Giebel mit zum Teil Zierfachwerk und Schleppgaupen, Einfriedung aus Granitquaderpfeilern mit Jugendstil-Metallgittern. | 08957645 |
| Direkt Bild zu diesem Denkmal hochladen | Diakonat | Kirchgasse 7 (Karte)               | um 1860                                         | Stattlicher Baukörper, Fassade im Rundbogenstil des 19. Jahrhunderts, baugeschichtlich und ortsgeschichtlich von Bedeutung. Zweigeschossiger Massivbau mit talseitig hohem Sockelgeschoss, verputzt, steinerne Tür- und Fenstergewände in Rundbogenform, horizontale Gliederung durch Gurtgesimse, Fenster im Obergeschoss mit zusätzlichen Überdachungen, profiliertes Kranzgesims und flachgeneigtes Walmdach, bauzeitliche Türblätter der Eingangstür. | 08957571 |
| Direkt Bild zu diesem Denkmal hochladen | Staudamm und Kunstteich zur Wasser- und Energieversorgung der historischen Förderstätten im Kuttenbachtal                                                                              | Kuttenbachtal                      | 18. Jahrhundert                                 | Wesentliches Zeugnis des Altbergbaus mit technikgeschichtlicher und ortsgeschichtlicher Bedeutung. Einzeldenkmal der Sachgesamtheit Bergbaumonumente Lößnitz (siehe Sachgesamtheit – Obj. 09302241, Bärengrund): 400 Meter hinter der Wegbrücke über den Kuttenbach Erddamm mit erneuerter Uferbefestigung aus Reisiggeflecht zur Aufstauung des Kuttenbachs, fast rechteckige Wasserfläche mit gemauertem Überlauf (erneuert) im See. | 08957725 |
| Direkt Bild zu diesem Denkmal hochladen | Doppelmundloch und Halde einer Erzfundstätte | Kuttenbachtal                      | 18. Jahrhundert                                 | Zeugnis des Altbergbaus mit technikgeschichtlicher und ortsgeschichtlicher Bedeutung. Einzeldenkmal der Sachgesamtheit Bergbaumonumente Lößnitz (siehe Sachgesamtheit – Obj. 09302241, Bärengrund): In gewachsenem Fels zwei Stollenmundlöcher nebeneinander, durch Felsbrüche heute in unregelmäßiger Form, der linke Stollen als kurzer Anschurf, davor Abraumschüttung in Form einer Tafelberghalde. | 08957727 |
|                                         | Stollenmundloch und 188 m langer Stollen einer Arsenkies-, Blei- und Feinsilberfundstätte                                                                                              | Kuttenbachtal                      | bezeichnet 1841                                 | Zeugnis des Altbergbaus mit technikgeschichtlicher und ortsgeschichtlicher Bedeutung. Einzeldenkmal der Sachgesamtheit Bergbaumonumente Lößnitz (siehe Sachgesamtheit – Obj. 09302241, Bärengrund): Rekonstruktion eines Stollenmundlochs als elliptisches Bruchsteingewölbe mit Granit-Schlussstein, Beschriftung: „Bernhardt Stolln – mit Gott 1841“ und gekreuzte Schlägel und Eisen. | 08957740 |
| Direkt Bild zu diesem Denkmal hochladen | Binge und davorliegende Abraumhalde einer der ältesten Erzfundstätten des Gemeindegebietes                                                                                             | Kuttenbachtal                      | 16. Jahrhundert bis 1841                        | Bedeutendes Zeugnis des Altbergbaus mit technikgeschichtlicher und ortsgeschichtlicher Bedeutung. Einzeldenkmal der Sachgesamtheit Bergbaumonumente Lößnitz (siehe Sachgesamtheit – Obj. 09302241, Bärengrund): Oberhalb des Kuttenbachs breit ausgedehnte Tafelberghalde einer ehemaligen Silberglimmer-Förderstätte, ehemaliges Mundloch zur Binge verbrochen. | 08957726 |
| Direkt Bild zu diesem Denkmal hochladen | Stollenmundloch, Binge und Abraumhalde einer ehemaligen Eisenvitriol-Fundgrube | Kuttenbachtal                      | 1564 bis Ende 18. Jahrhundert                   | Wesentliches Zeugnis des Altbergbaus mit technikgeschichtlicher und ortsgeschichtlicher Bedeutung. Einzeldenkmal der Sachgesamtheit Bergbaumonumente Lößnitz (siehe Sachgesamtheit – Obj. 09302241, Bärengrund): Im Bereich des historischen Fördergebietes am Kuttenbach unregelmäßig im gewachsenen Fels ausgebrochenes Mundloch, davorliegende Abraumhalde als Hangschüttung, Stolleneinbruch als trichterförmige Binge | 08957724 |
| Direkt Bild zu diesem Denkmal hochladen | Forstgrenzstein einer historischen Waldberainung | Kuttenbachtal                      |                                                 | | 08957737 |
| Direkt Bild zu diesem Denkmal hochladen | Wohnhaus (ohne hintere Anbauten) in geschlossener Bebauung und Ecklage | Marktgasse 1 (Karte)               | Kern 17. Jahrhundert                            | Markanter Putzbau mit Laden, Bestandteil des kleinstädtischen Bauensembles um den Marktplatz, baugeschichtlich und straßenbildprägend von Bedeutung. Im Hang zum Markt dreigeschossiger Baukörper, verputzt, Erdgeschoss und ersten Obergeschoss zum Markt massiv, mit steinernen Fenstergewänden, Seitenfront im ersten und zweiten Obergeschoss komplett Fachwerk, verputzt, hohes Walmdach mit zwei Reihen stehender Dachgaupen. | 08957559 |
| Direkt Bild zu diesem Denkmal hochladen | Wohnhaus | Marktgasse 8 (Karte)               | 1787                                            | Regionaltypischer Fachwerkbau als Beispiel kleinstädtischer Wohnbebauung, baugeschichtlich von Bedeutung. Breitgelagerter Baukörper über Hakengrundriss, Erdgeschoss massiv, verputzt, bauzeitliche Eingangstür mit Türblatt, Obergeschoss Fachwerk, verputzt, Fenster leicht vergrößert und erneuert, hohes Krüppelwalmdach mit zwei Reihen stehender Dachgaupen. | 08957577 |
| Weitere Bilder                          | Rathaus | Marktplatz 1 (Karte)               | 1601, Portal                                    | Kubischer Baukörper nach dem Vorbild italienischer Kommunalpaläste des 13./14. Jahrhundert, von hoher baugeschichtlicher, ortsgeschichtlicher und platzbildprägender Bedeutung, Portal von künstlerischer Bedeutung. Rathausbau von 1868 mit eingebautem Portal sowie zwei Erdgeschossräumen sowie Archivraum des Vorgängerbaus von 1601-1607, hoher dreigeschossiger Putzbau, Erdgeschoss und erstes Obergeschoss mit geraden Fensterabschlüsen und schlichten Verdachungen, zweites Obergeschoss mit großen Rundbogenfenstern unter gebrochenen Gesimsstücken als Fensterverdachungen, Kranzgesims als Blendbogenfries, Walmdach, fünfachsige Marktfassade mit flachem Mittelrisalit und quadratischem Turmaufsatz mit Ratsuhr über Serliana und Blendbogenarkatur, Zinnen und überragende Eckaufsätze heute durch Dachdeckung beschnitten, im stark sanierten Innern zweiläufiges Treppenhaus mit Porphyrmittelpfeilern von 1868 und gewölbte ehemalige Archivkammern im ersten Obergeschoss von 1601. | 08957567 |
|                                         | Haustür eines Wohnhauses | Marktplatz 2 (Karte)               | um 1806                                         | Türblatt letzte denkmalrelevante Substanz eines ehemaligen Wohnhauses am Marktplatz, mit baugeschichtlicher Bedeutung. Zweiflügeliges, asymmetrisch geteiltes Türblatt im Zopfstil aus lackiertem Holz mit zweiteiligem Oberlicht. | 08957564 |
|                                         | Wohnhaus in geschlossener Bebauung | Marktplatz 3 (Karte)               | um 1806, später überformt                       | Putzbau mit Laden, Bestandteil der Marktplatzbebauung mit baugeschichtlicher und bildprägender Bedeutung. Zweigeschossiger Massivbau, verputzt, schlichte Fassadendekoration des ausgehenden 19. Jahrhunderts in Formen des Spätklassizismus, Erdgeschoss mit Laden, bauzeitliche Tür im Zopfstil, Satteldach mit neuem Ausbau. | 08957565 |
|                                         | Wohnhaus in geschlossener Bebauung und Ecklage | Marktplatz 4 (Karte)               | um 1865/1870                                    | Anspruchsvoller Putzbau in für die Stadt singulärem neogotischen Dekor, baukünstlerisch, baugeschichtlich und platzbildprägend von Bedeutung. Breit gelagerter Massivbau mit zehn mal sechs Achsen und verbrochener Ecke, verputzt, Gliederung durch neogotische Fenster- und Türgewände, flacher Mittelrisalit mit aufwendigem Doppelfenster unter Dachhaus mit Eichelbekrönung, Traufgesims mit Blendbogenfries, kleine stehende Dachgaupen im verschieferten Satteldach. | 08957566 |
| Direkt Bild zu diesem Denkmal hochladen | Wohnhaus in geschlossener Bebauung und Ecklage | Marktplatz 5 (Karte)               | bezeichnet 1807 Schlussstein, Kern wohl älter   | Teil der klassizistischen Marktbebauung nach dem Stadtbrand von 1806, baugeschichtliche und ortsentwicklungsgeschichtliche Bedeutung. Segmentbogiger Türstock aus Rochlitzer Porphyr, gestrichen, mit Keilstein, Rosetten und Abschlussgesims mit Zahnschnitt, im Innern anschließend Eingangsflur mit fünfjochigem, korbbogigem Kreuzgratgewölbe mit Gurtbögen in zwei Jochen und zwei Laternenringen im Scheitelpunkt. | 08957556 |
| Weitere Bilder                          | Ehemaliges Postamt | Marktplatz 6; 7 (Karte)            | bezeichnet 1896                                 | Repräsentativer Klinkerbau des Historismus, baugeschichtlich, ortsgeschichtlich und platzbildprägend von Bedeutung. Über mit Granit-Polygonalmauerwerk verkleidetem Sockel im Hang dreigeschossiger Klinkerbau, Gliederung durch reiche sandsteinerne Fenstergewände, und -verdachungen des Historismus, Gurtgesimse und -bänder, zweiachsiger flacher Seitenrisalit mit Laden im Erdgeschoss und vergittertem Großfenster im ersten Obergeschoss, Giebel geglättet, historische Eingangstür mit kreisrundem, großem Oberlicht, Satteldach. | 08957557 |
| Direkt Bild zu diesem Denkmal hochladen | Wohnhaus in geschlossener Bebauung und Ecklage | Marktplatz 8 (Karte)               | im Kern 18. Jahrhundert                         | Markanter Putzbau, zum Teil Zeugnis der kleinstädtischen Marktplatzbebauung vor dem Brand von 1806, baugeschichtlich von Bedeutung. Zweigeschossiger Massivbau mit Laden, verputzt, im Erdgeschoss Fenstergewände aus Haustein, gestrichen, zum Teil mit Ohrung, segmentbogiger Türsturz mit Keilstein, Eckquaderung, einfach profiliertes Kranzgesims, Mansarddach mit zwei Reihen stehender Dachgaupen. | 08957558 |
| Direkt Bild zu diesem Denkmal hochladen | Wohnhaus in geschlossener Bebauung | Marktplatz 9 (Karte)               | 2. Hälfte 19. Jahrhundert, Kern eventuell älter | Putzbau, Bestandteil der Marktbebauung, baugeschichtlich von Bedeutung. Heute dreistöckiger Putzbau mit spätklassizistischer Fassadengliederung durch profilierte Porphyrgewände und gerade Fensterverdachungen auf Konsolen, im Erdgeschoss Fenster zu Schaufenstern vergrößert, steiles Satteldach mit zwei stehenden Dachgaupen. | 08957585 |
|                                         | Gasthof in ehemals geschlossener Bebauung und Ecklage | Marktplatz 10 (Karte)              | 15. Jahrhundert                                 | Stattlicher, breit gelagerter Putzbau als Bestandteil der Marktbebauung, baugeschichtlich, hausgeschichtlich und ortsgeschichtlich von Bedeutung. Über hohem Sockel sehr tiefer zweigeschossiger Massivbau aus verputztem Gneispläner, Fenstergewände aus Hilbersdorfer Porphyr, Doppeleingangstür mit vorgelagerter Freitreppe aus Granit und metallenes Stadtwappen, Türstock als drei Pilaster mit geradem Gesims mit Palmblattfries, profilierte Traufgesims, Mansardgiebeldach mit Schopf und stehenden Dachgaupen, im Innern (Gasträume) Kreuzgrat- und Sterngewölbe auf Mittelpfeiler mit Gurtbögen. | 08957560 |
|                                         | Wohnhaus in halboffener Bebauung | Marktplatz 11 (Karte)              |                                                 | | 09306271 |
| Weitere Bilder                          | Ehemaliges Amtsgericht | Marktplatz 13 (Karte)              | bezeichnet 1807, im Kern älter                  | Anspruchsvoller Putzbau in frühklassizistischem Erscheinungsbild, baugeschichtlich, ortsgeschichtlich und platzbildprägend von Bedeutung. Sitz des Gerichtsamtes Lößnitz und des Amtsgerichtes Lößnitz. Im Hang über hohem Sockelgeschoss und vorgelagerter Treppenanlage zweigeschossiger Massivbau, verputzt, Erdgeschoss mit Putznutung, steinerne Fenstergewände und segmentbogiger Türsturz mit Keilstein, Rosetten und feines Abschlussgesims mit Zahnschnitt, Gliederung durch Putzband, genutete Ecklisenen und einachsigen Mittelrisalit mit genuteten Lisenen unter steilem Tympanon, über Eingangstür königlich-sächsisches Wappen mit Krone, vergoldet, profiliertes Kranzgesims, frühklassizistisches Türblatt, im Innern Eingangsflur mit flachen Kreuzgratgewölben und bauzeitlicher steinerner Treppe, Walmdach mit stehenden Dachgaupen, im Sockelgeschoss flache Sterngewölbe mit Gurtbögen vom Vorgängerbau. | 08957561 |
|                                         | Wohnhaus in geschlossener Bebauung und Ecklage | Marktplatz 14 (Karte)              | bezeichnet 1807, Kern älter                     | Repräsentativer Putzbau mit Ladeneinbau nach dem Vorbild spätbarocker Bürgerhäuser, baugeschichtlich und platzbildprägend von Bedeutung. Dreigeschossiger Massivbau, verputzt, einfache, gestrichene Fenstergewände, steiles Mansarddach mit zwei Reihen stehender Dachgaupen, zum Markt dreiachsiger Mittelrisalit, aufwendiges Hauptportal im „Zopfstil“ mit Volutenkonsolen und Zahnschnitt, Fenstergewände mit Ohren und im ersten Obergeschoss mit dreieckigen Verdachungen, Dachhaus unter Tympanon mit Okulus. | 08957562 |
| Direkt Bild zu diesem Denkmal hochladen | Wohnhaus in geschlossener Bebauung und Ecklage | Marktplatz 16 (Karte)              | um 1870, im Kern älter                          | Markanter Putzbau mit historisierender Fassade und Laden, Bestandteil des kleinstädtischen Bauensembles um den Marktplatz, baugeschichtlich und platzbildprägend von Bedeutung. Zweigeschossiger Massivbau mit verbrochener Ecke, verputzt, Gliederung durch schlichte Lisenen im Eckbereich, Gurt- und Traufgesims mit Zahnschnitt, steinerne Fenstergewände mit spätklassizistischen, einfachen Verdachungen, Satteldach mit kleinen stehenden Gaupen, Schieferdeckung, zum Rathausplatz korbbogige Einfahrt. | 08957563 |
| Weitere Bilder                          | Stadtmauer und Mauerturm der Stadtbefestigung | Niedergraben                       | ab 13. Jahrhundert                              | Fragmente der Lößnitzer Stadtbefestigung – Zeugnis von hoher stadtgeschichtlicher, baugeschichtlicher und städtebaulicher Relevanz. Die Lößnitzer Stadtbefestigung ist zu über 50 Prozent erhalten, aber unterschiedlich in Authentizität, Materialien (vorwiegend Gneisplänermauerwerk) und Höhen, am südwestlichsten Punkt ist der Rösselturm (teilweise rekonstruiert 1968) als einziger Stadtturm erhalten, mit der Befestigung wurde im 13. Jahrhundert im Ostteil der Altstadt begonnen. Um 1370 wurde sie vollendet, etwa zu dem Zeitpunkt der Stadterweiterung nach Südwesten. Nach Stadtbränden 1806 und 1829 wurde mit dem Abbruch dreier Stadttore begonnen (Hospitaltor, Auer Tor, Schneeberger Tor), in den Jahrhunderten davor waren bereits die Gräben (Niedergraben, Obergraben) überbaut worden. Teile der Stadtmauer, vor allem am Obergraben, kommen jetzt erst wieder zum Vorschein, nachdem Gebäude aus der genannten Zeit, zum Teil in die Stadtmauer integriert, abgebrochen wurden. Der Rösselturm (Flurstück 119) in der südwestlichen Ecke, ein fensterloser Wehrturm auf quadratischem Grundriss, erhielt 1968 ein verschiefertes Zeltdach mit zentraler Wetterfahne in Form des namensgebenden Rosses. Neu (und wenig im ursprünglichen Sinne) errichtet wurde die Mauer zirka 1992 im Bereich der Rudolf-Weber-Str. 21, 23 (Kreissparkasse). Am höchsten und ursprünglichsten zeigt sie sich, nach Abbrüchen erst jetzt wieder in Erscheinung getreten, auf der Nordseite der Altstadt: hinter den Gebäuden Obergraben 35. Hier erreicht sie mit über 4 m auch ihre größte heutige Höhe. | 08957554 |
| Direkt Bild zu diesem Denkmal hochladen | Wohnhaus in geschlossener Bebauung und Ecklage | Niedergraben 2 (Karte)             | Mitte 19. Jahrhundert                           | Putzbau mit Laden, typisches Beispiel kleinstädtischer Bebauung nach dem Stadtbrand von 1848, baugeschichtlich von Bedeutung. Zweigeschossiger Putzbau, Erdgeschoss verändert, gerader Türstock aus Porphyr, mit Palmetten und Zahnschnitt, Obergeschoss-Fenster in profilierten Gewänden und Sohlbänken, Satteldach mit Schieferdeckung und kleinen stehenden Dachgaupen. | 08957627 |
| Direkt Bild zu diesem Denkmal hochladen | Mietshaus in offener Bebauung, Nebengebäude und zwei Pfeiler der Toreinfahrt | Niedergraben 3 (Karte)             | um 1905                                         | Klinkerfassade mit rückwärtigen Holzbalkonen, gründerzeitliches Zeugnis städtischer Wohnbebauung, baugeschichtlich von Bedeutung. Dreigeschossiger Massivbau, Erdgeschoss verputzt, zwei Obergeschoss klinkerverkleidet, Jugendstil-Fassadengliederung durch Gurtgesims, kunststeinerne Fenstergewände, florale Reliefs in Kunststein in den Brüstungsbereichen, geglättetes Dachhaus und kleine stehende Dachgaupen, Mansardgiebeldach, auf der Rückseite aufwendige zweigeschossige Holzbalkone mit Spalieren, einfache Torpfeiler mit getreppter Bekrönung und Zierkugel, Rückgebäude (ehemals Werkstatt): Erdgeschoss massiv, Obergeschoss preußisches Fachwerk | 08957628 |
| Weitere Bilder                          | Fabrikgebäude einer ehemaligen Brauerei | Niedergraben 11 (Karte)            | 1912–1913                                       | Zeittypischer Putzbau mit Gliederung durch Klinkerlisenen, baugeschichtlich und ortsbildprägend von Bedeutung. Dreigeschossiger Putzbau mit Gliederung durch Klinkerlisenen, Gesimse und Gurtbänder, Eckbereich durch Drempelgeschoss und verschieferte Mansarddachhaube betont, zum Teil veränderte Segmentbogenfenster mit gemauerten Klinkerstürzen, zum Teil bauzeitliche Fenster. | 08957626 |
| Direkt Bild zu diesem Denkmal hochladen | Wohnhaus in geschlossener Bebauung (Rudolf-Weber-Straße 25) und hinteres Gewerbegebäude (Niedergraben 30a)                                                                             | Niedergraben 30a (Karte)           | im Kern um 1800                                 | Wohnhaus stattlicher Putzbau mit Laden, weitgehend authentisch erhaltenes Beispiel städtischer Bebauung, baugeschichtlich von Bedeutung. - Wohnhaus: Dreigeschossiger Putzbau mit Steingewänden, im Erdgeschoss gründerzeitlicher Ladeneinbau mit originalem Schriftzug „Moritz Häussler“, flachbogiges Tor mit historistischer Tür, im Innern Türen mit Ätzglas, fünfjochiges Kreuzgratgewölbe mit Gurtbögen, Treppenhaus mit Kreuzgratgewölbe, Satteldach mit Ausbau im Schweizerstil, aufwändig beschlagene eiserne Kellertüren, originale Fenstergitter, - Rückbau: Zweigeschossiger Putzbau mit flachbogigen Fenstern, Steingewände, zweibogige Arkade auf Granitpfeiler, verglast. | 08957603 |
| Weitere Bilder                          | Mord- und Sühnekreuz | Oberalberodaer Straße (Karte)      | Mittelalter                                     | Mittelalterliches Steinkreuz, ortsgeschichtlich von Bedeutung. Granitkreuz mit abgebrochenem oberen Kreuzarm, 55 Zentimeter hoch, 68 Zentimeter breit, eingeritztes Relief einer Axt/Fleischerbeil als Tatwaffe, 1934 nahe dem ehemaligen Oberen Tor ausgegraben. | 08957638 |
| Direkt Bild zu diesem Denkmal hochladen | Villa | Obere Bahnhofstraße 5 (Karte)      | um 1910                                         | Weitgehend ursprünglich erhaltener Putzbau mit Reformstilelementen aus der Zeit um 1910, architektonisch anspruchsvoll, baugeschichtliche Bedeutung. Einflüsse des Reformstils besonders im Grundriss und Wand-Öffnungs-Verhältnis, zweigeschossig, massiv, originales Haustürblatt, im Erdgeschoss innen Vertäfelungen und anspruchsvolle Deckengestaltung (Balkenraster). | 08955605 |
| Direkt Bild zu diesem Denkmal hochladen | Villa mit Einfriedung und Garten | Obere Bahnhofstraße 11 (Karte)     | um 1925                                         | Aufwändiges Beispiel traditionsverbundener großbürgerlicher Wohnarchitektur mit baukünstlerischer Bedeutung. Über hohem Sockel aus Plänermauerwerk eingeschossiger Putzbau über malerisch aufgelockertem Grundriss, mit abgewinkeltem niedrigem Gartentrakt, zweigeschossiger Rund-Standerker unter Spitzhaube, zum Teil Sprossenfenster mit Fensterläden, dreiachsiges, holzverschindeltes Dachhaus mit expressionistischem Knickgiebel, Giebelseiten verschindelt, dreieckige Dachgaupen, parkartiger Garten mit altem Baumbestand. | 08957659 |
| Direkt Bild zu diesem Denkmal hochladen | Stadtmauer und Mauerturm der Stadtbefestigung | Obergraben                         | ab 13. Jahrhundert                              | Fragmente der Lößnitzer Stadtbefestigung, insgesamt über 50 Prozent der Gesamtanlage erhalten, unterschiedlich in Authentizität, Materialien (vorwiegend Gneisplänermauerwerk) und Höhen, am südwestlichsten Punkt ist der Rösselturm (teilweise rekonstruiert 1968) als einziger Stadtturm erhalten, Zeugnis von hoher stadtgeschichtlicher, baugeschichtlicher und städtebaulicher Relevanz. Die Lößnitzer Stadtbefestigung ist zu über 50 Prozent erhalten, aber unterschiedlich in Authentizität, Materialien (vorwiegend Gneisplänermauerwerk) und Höhen, am südwestlichsten Punkt ist der Rösselturm (teilw. rekonstruiert 1968) als einziger Stadtturm erhalten, mit der Befestigung wurde im 13. Jahrhundert im Ostteil der Altstadt begonnen. Um 1370 wurde sie vollendet, etwa zu dem Zeitpunkt der Stadterweiterung nach Südwesten. Nach Stadtbränden 1806 und 1829 wurde mit dem Abbruch dreier Stadttore begonnen (Hospitaltor, Auer Tor, Schneeberger Tor), in den Jahrhunderten davor waren bereits die Gräben (Niedergraben, Obergraben) überbaut worden. Teile der Stadtmauer, vor allem am Obergraben, kommen jetzt erst wieder zum Vorschein, nachdem Gebäude aus der genannten Zeit, zum Teil in die Stadtmauer integriert, abgebrochen wurden. Der Rösselturm in der südwestlichen Ecke, ein fensterloser Wehrturm auf quadratischem Grundriss, erhielt 1968 ein verschiefertes Zeltdach mit zentraler Wetterfahne in Form des namensgebenden Rosses. Neu (und wenig im ursprünglichen Sinne) errichtet wurde die Mauer zirka 1992 im Bereich der Rudolf-Weber-Str. 21, 23 (Kreissparkasse). Am höchsten und ursprünglichsten zeigt sie sich, nach Abbrüchen erst jetzt wieder in Erscheinung getreten, auf der Nordseite der Altstadt: hinter den Gebäuden Obergraben 35. Hier erreicht sie mit über fünf Meter auch ihre größte heutige Höhe. Die Anlage ist ein Zeugnis von hoher stadtgeschichtlicher, baugeschichtlicher und städtebaulicher Relevanz. | 08957554 |
| Direkt Bild zu diesem Denkmal hochladen | Wohnhaus in halboffener Bebauung | Obergraben 10 (Karte)              | um 1890                                         | Ausgewogene Fassade unter Einfluss des Rundbogenstils, baugeschichtlich und straßenbildprägend von Bedeutung. Über Sockel aus Porphyrquadern zweigeschossiger Putzbau, rundbogige Fenstergewände mit feiner Profilierung und im Obergeschoss mit geraden Verdachungen, im Giebel Doppelfenster mit eingestellter Säule, eingezogene Haustür mit Granitstufen, zweiachsiges Dachhaus mit Dreieckgiebel, horizontale Gliederung durch Gurtgesims, bauzeitliche Eingangstür. | 08957573 |
| Direkt Bild zu diesem Denkmal hochladen | Schule | Obergraben 14 (Karte)              | um 1905                                         | Mächtiger Baukörper des Historismus aus zwei Bauphasen, mit baugeschichtlicher und ortsgeschichtlicher Bedeutung. Über Granitsockel viergeschossiger Klinkerbau (viertes Obergeschoss später aufgesetzt), rechter Ursprungsbau gegliedert durch reiche Fenstergewände und -verdachungen aus Kunststein und Gurtgesimse, Gurtbänder aus alternierender Klinkerfarbe, linker Anbau zusätzlich mit zwei flachen Risaliten und großen Fenstern, zum Teil gekoppelt und blind, betont, Stuckreliefs in Brüstungsbereichen, bauzeitliche Eingangstür mit zierverglastem Oberlicht. | 08957574 |
| Weitere Bilder                          | Schule (ohne Eingangsvorbau) | Obergraben 29 (Karte)              | um 1870                                         | Stattlicher Bau im italienisierenden Historismus, baugeschichtlich und ortsgeschichtlich von Bedeutung. Dreigeschossiger Putzbau über U-förmigem Grundriss, Fassadengliederung durch fein profilierte Gurtgesimse und Gewände der gekoppelten Fenster, zum Teil mit Verdachungen, zurücktretender Mitteltrakt mit Rundbogenfenstern und eingestellten Pilastern, flachgeneigte Walmdächer. | 08957575 |
| Direkt Bild zu diesem Denkmal hochladen | Wohnhaus in geschlossener Bebauung, Torbogen/Hofeinfahrt und winkliges Fabrikgebäude                                                                                                   | Oesfeldstraße 7 (Karte)            | um 1880                                         | Mächtiger Baukörper und seltenes Beispiel gründerzeitlicher Fabrikarchitektur im Stadtbild, baugeschichtlich und technikgeschichtlich von Bedeutung. - Wohnhaus: Dreigeschossiger Putzbau mit steinernen Fenstergewänden, zwei segmentbogige Türstöcke (einer heute Schaufenster) mit Keilsteinen und Ohrung, Fassadengliederung (geglättet) durch einfache Gurtbänder und flache Risalite mit Zweierfenstergruppen, Satteldach mit Schieferdeckung und stehenden Gaupen, zweigeschossiger Seitentrakt mit rundbogiger Hofdurchfahrt und Kellerhälsen, im Eckraum des ersten Obergeschosses Sterngewölbe. - Fabrik: Über Hakengrundriss zwei- bzw. dreigeschossiger Klinkerbau mit Gliederung durch Lisenen, Gurtbänder und Kranzgesimse in alternierender Klinkerfarbe, segmentbogige Fenster mit dekorativen Stürzen, zur Schmiedegasse anspruchsvolle Fassade von zwei Achsen und vier Geschossen mit Zierbalustraden im Brüstungsbereich, Maskarons auf gusssteinernen Keilsteinen, Fensterstürze in alternierender Klinkerfarbe, im Erdgeschoss korbbogige Einfahrt, der Torbogen könnte Relikt einer vorherigen Bebauung sein. | 08957584 |
| Direkt Bild zu diesem Denkmal hochladen | Wohnhaus in geschlossener Bebauung | Oesfeldstraße 10 (Karte)           | um 1806                                         | Putzbau mit frühklassizistischer Fassade, baugeschichtlich von Bedeutung. Zweigeschossiger Putzbau, Erdgeschoss verändert, Türstock aus Porphyr mit feinem Zahnschnitt, Rosetten und Keilstein, Obergeschoss mit Fenstergewände aus Porphyr, kräftige Sohlbänke auf Konsolsteinen, mit Rosetten zusammenhängend, einfaches Traufgesims mit seitlichen Kapitellen (heute ohne Pilasterschäfte), hohes Mansardgiebeldach mit drei Reihen stehender Gaupen. | 08957583 |
| Weitere Bilder                          | Wohnhaus in geschlossener Bebauung | Oesfeldstraße 13 (Karte)           | bezeichnet 1754                                 | Seltenes Bauzeugnis der städtischen Bebauung von vor dem Stadtbrand 1806, mit hoher baugeschichtlicher Bedeutung. Zweistöckiger Putzbau aus Gneisplänermauerwerk, Einfahrt mit geohrtem Türstock, Keilstein mit Jahreszahl und Eisentor (Mitte 19. Jahrhundert), schlichte Porphyrgewände im Obergeschoss, Satteldach mit Schieferdeckung und drei stehenden Dachgaupen, gewölbte Keller, Einfahrtshalle mit vierjochigem Sterngewölbe und bauzeitlichen Kellerzugängen mit Eisentüren, Schlössern und Beschlägen, Erdgeschoss mit Sterngewölben, davon ein Raum mit bezeichnet Deckenstuck von 1776, bauzeitliche, überwölbte Steintreppe, erstes Obergeschoss mit korbbogigen Fensterlaibungen, Gewölben und Resten frühklassizistischer Raumausstattung, Dachausbau modern. | 08957586 |
|                                         | Denkmal für die Opfer des Faschismus | Rathausplatz (Karte)               | bezeichnet 1959 (Gedenkstein)                   | Einfacher Gedenkstein von ortsgeschichtlicher Bedeutung. Grob gebrochener Granitmonolith mit schwarzer, polierter Granitschrifttafel: „Den Opfern des Faschismus zum ehrenden Gedenken. 13. September 1959“ | 08957552 |
|                                         | Pfarrhaus | Rathausplatz 3 (Karte)             |                                                 | | 08957568 |
| Direkt Bild zu diesem Denkmal hochladen | Wohnhaus in halboffener Bebauung | Rathausplatz 5 (Karte)             | vor 1800                                        | Teil des Rathausplatzes in abwechslungsreicher Bautechnik, baugeschichtlich von Bedeutung. hoher dreigeschossiger Bau, Erdgeschoss massiv mit Korbbogenportal und Schlussstein, Tür zugesetzt, seitlich je zwei profilierte Fenstergewände, erstes Obergeschoss Fachwerk, verputzt, zweites Obergeschoss Fachwerk (aufgebrettert), steiles Satteldach, Schieferdeckung, zwei Dachhäuschen. | 08957597 |
| Direkt Bild zu diesem Denkmal hochladen | Wohnhaus in geschlossener Bebauung | Rathausplatz 7 (Karte)             | Mitte 19. Jahrhundert                           | Zeittypischer Putzbau, baugeschichtlich von Bedeutung. Schlichter zweigeschossiger Putzbau, im Erdgeschoss Rundbogenfenster, im Obergeschoss gerade, profilierte Fensterbedachungen, Kranzgesims, Satteldach mit Schieferdeckung und drei Dachhäuschen. | 08957596 |
| Direkt Bild zu diesem Denkmal hochladen | Geschäftshaus (ohne hinteren Bauteil) | Rathausplatz 9 (Karte)             | Ende 19. Jahrhundert                            | Gebäude des Historismus mit ortsbildprägender und baugeschichtlicher Bedeutung. Im Hang zum Rathausplatz zweigeschossiger Klinkerbau, mit reicher Gliederung durch glasierte Gurtbänder in braunem Klinker, Deutsches Band, segmentbogige Fensterstürze und Brüstungsfelder mit Girlandenrelief aus Kunststein, flacher dreiachsiger Mittelrisalit mit gestäbten Wandvorlagen, im Obergeschoss gekuppelte Fenster unter kunststeinernen Blendbögen und diamantgequaderten Fensterrahmungen, über Kranzgesims Flachdach, metallene Firmenschildhalterung, Rückseite schlicht verputzt, bauzeitliches Holztor mit reichen Beschlägen und Bändern. | 08957553 |
| Direkt Bild zu diesem Denkmal hochladen | Kellergewölbe und Hangmauer | Rudolf-Weber-Straße (Karte)        | 19. Jahrhundert                                 | Teile der alten Ortsstruktur mit baugeschichtlichem und sozialgeschichtlichem Wert. In Pläner-Trockenmauer zwei Kellergewölbe im Hang, stichbogige Eingangstüren mit Ziegelstürzen. | 08957672 |
| Direkt Bild zu diesem Denkmal hochladen | Wohnhaus in geschlossener Bebauung | Rudolf-Weber-Straße 10 (Karte)     | um 1805                                         | Typisches Beispiel kleinstädtischer Wohnbebauung nach dem Stadtbrand von 1806 mit baugeschichtlicher Bedeutung. Zweigeschossiger Putzbau, Fenstergewände aus Stein, segmentbogiger Türstock mit Keilstein, bezeichnet „H.F.G.“, profiliertes Traufgesims, Satteldach mit stehenden Gaupen, im Innern Eingangsflur mit Kreuzgratgewölben zwischen Gurtbögen. | 08957606 |
| Direkt Bild zu diesem Denkmal hochladen | Wohnhaus in halboffener Bebauung mit rückwärtigem Seitenflügel | Rudolf-Weber-Straße 18 (Karte)     | um 1805                                         | Putzbau mit Laden, typisches Beispiel kleinstädtischer Wohnbebauung nach dem Stadtbrand von 1806 (Teile wohl älter) mit baugeschichtlicher Bedeutung. Zweigeschossiger Massivbau mit Fachwerk-Anbau mit korbbogigen Fensterlaibungen, Erdgeschoss verändert, Toreinfahrt mit segmentbogigem Türstock mit Keilstein und bauzeitlichen Türflügeln, Eingangsflur und rechter Ladenraum mit Kreuzgratgewölben, stattlicher Fachwerk-Anbau: verputzt, mit Mansardgiebeldach. | 08957608 |
| Direkt Bild zu diesem Denkmal hochladen | Wohnhaus in geschlossener Bebauung, mit vorgelagerter Heiste | Rudolf-Weber-Straße 22 (Karte)     | um 1875                                         | Putzbau mit Laden, zurückhaltendes Beispiel gründerzeitlicher Kleinstadtbebauung mit baugeschichtlicher und straßenraumbildender Bedeutung. Zweigeschossiger Putzbau mit Ladeneinbau (später) und fein profilierten Tür- und Fenstergewänden aus Porphyr, bauzeitliche Haustür mit reichen Metallfüllungen, Obergeschoss mit steinernen Sohlbänken und geputzten Rahmungen, Satteldach mit stehenden Dachgaupen, vorgelagerte Heiste aus groben Granitquadern. | 08957609 |
| Direkt Bild zu diesem Denkmal hochladen | Wohnhaus in geschlossener Bebauung | Rudolf-Weber-Straße 23 (Karte)     | um 1805, Kern wohl älter                        | Putzbau mit mittigem Segmentbogenportal, typisches Beispiel kleinstädtischer Wohnbebauung nach dem Stadtbrand von 1806, heute Sparkasse, mit baugeschichtlicher Bedeutung. Zweigeschossiger Putzbau, Fenstergewände aus Stein, segmentbogiger Türstock der ehemaligen Einfahrt aus Granit, Satteldach mit vier stehenden Dachgaupen, im Innern weitgespanntes Kreuzgratgewölbe mit Gurtbögen in Einfahrtshalle und seitlichen Nebenräumen. | 08957607 |
| Direkt Bild zu diesem Denkmal hochladen | Wohnhaus in geschlossener Bebauung (Rudolf-Weber-Straße 25) und hinteres Gewerbegebäude (Niedergraben 30a)                                                                             | Rudolf-Weber-Straße 25 (Karte)     | im Kern um 1800                                 | Wohnhaus stattlicher Putzbau mit Laden, weitgehend authentisch erhaltenes Beispiel städtischer Bebauung, baugeschichtlich von Bedeutung. - Wohnhaus: Dreigeschossiger Putzbau mit Steingewänden, im Erdgeschoss gründerzeitlicher Ladeneinbau mit originalem Schriftzug „Moritz Häussler“, flachbogiges Tor mit historistischer Tür, im Innern Türen mit Ätzglas, fünfjochiges Kreuzgratgewölbe mit Gurtbögen, Treppenhaus mit Kreuzgratgewölbe, Satteldach mit Ausbau im Schweizerstil, aufwändig beschlagene eiserne Kellertüren, originale Fenstergitter, - Rückbau: Zweigeschossiger Putzbau mit flachbogigen Fenstern, Steingewände, zweibogige Arkade auf Granitpfeiler, verglast. | 08957603 |
| Direkt Bild zu diesem Denkmal hochladen | Wohnhaus in offener Bebauung | Rudolf-Weber-Straße 36 (Karte)     | letztes Drittel 19. Jahrhundert                 | Klinkerbau mit anklängen an den Schweizerstil, baugeschichtlich von Bedeutung. Eingeschossiger Klinkerbau auf hohem Granitsockel im Hang, Klinkergliederung in Gelb und Rot, Gussgewände, gründerzeitlicher Fassadenschmuck, flacher, gegiebelter Mittelrisalit mit Doppelfenster und historischem Balkon, Zierschnitzereien in den Giebeln, Dachüberstand, Satteldach mit kleinen Dachgaupen. | 08957605 |
| Direkt Bild zu diesem Denkmal hochladen | Mietshaus in halboffener Bebauung | Rudolf-Weber-Straße 38 (Karte)     | um 1910                                         | Charakteristisches Zeugnis städtischer Wohnbebauung nach 1900, baugeschichtlich und straßenbildprägend von Bedeutung. Über granitverkleidetem Souterrain zweigeschossiger Putzbau, Erdgeschoss mit Segmentbogenfenstern, Obergeschoss mit vorgewölbtem Bay-Window und rundem Eckerker, bekrönt durch Aufsatz in Zierfachwerk, geschweifter Haube und Knauf, Mansarddach mit Dachhaus unter Dreiecksgiebel, überdachter Eingang auf Pfeiler am zurückspringenden Treppenhaus mit jugendstiliger Zierverglasung, Fenster mit Ziersprossung im Oberlicht. | 08957613 |
| Direkt Bild zu diesem Denkmal hochladen | Fabrikantenvilla | Rudolf-Weber-Straße 41 (Karte)     | um 1885                                         | Putzbau mit anspruchsvoller und reich gegliederter Fassade, baugeschichtlich von Bedeutung. Über Sockel aus Granit-Bruchstein zweigeschossiger kubischer Putzbau, zur Straße zweigeschossiger Kastenerker unter Dachhaus mit Dreiecksgiebel, Erdgeschoss mit Segmentbogenfenstern, Fassadengliederung durch Putznutung und Keilsteine im Erdgeschoss und Ecknutung und Lisenen, in den Obergeschoss reiche Fenstergewände und -verdachungen und Brüstungsspiegel, umlaufendes Gurt- und Kranzgesims, aufwendiger Windfang aus Holz, im Erker Zierverglasung in geometrischem Jugendstil. | 08957612 |
| Direkt Bild zu diesem Denkmal hochladen | Wohnhaus in offener Bebauung | Rudolf-Weber-Straße 51 (Karte)     | 1885                                            | Charakteristisches Beispiel gründerzeitlicher Wohnbebauung mit baugeschichtlicher Bedeutung. Über Plänersockel dreigeschossiger Putzbau mit eingezogenem Eingang und stichbogigen Fenstern, Fassaden durch feine Putzgliederungen in spätklassizistischen Formen bereichert, Gurtgesimse, Brüstungsfeldreliefs und Floralfries, Erdgeschoss mit Nutung, bauzeitliche Haus- und Zwischentür mit geschliffenen Gläsern, Satteldach mit Schieferdeckung und stehenden Dachgaupen. | 08957668 |
| Direkt Bild zu diesem Denkmal hochladen | Villa mit Villengarten und Einfriedung | Rudolf-Weber-Straße 61 (Karte)     | bezeichnet 1898                                 | Repräsentatives Gebäude im malerischen Historismus, zusammen mit der gärtnerischen Gestaltung baugeschichtlich und gartenkünstlerisch von Bedeutung. - Über hohem Sockel aus Porphyr-Polygonalmauerwerk zweistöckiger Putzbau mit flachen übergiebelten Risaliten, rund- oder stichbogige Fenster mit Stürzen aus Porphyr, Ecke an der Rudolf-Weber-Straße mit aufwändiger Loggia in Porphyr-Arkatur auf Säulen, verglast, im ersten Obergeschoss als Holzaufbau, Kranzgesims mit Konsolsteinen aus Porphyr, steiles Mansarddach mit stehenden Gaupen unter Spitzhelmen, - Einfriedung: Aus gemauerten Pfeilern und historistischen Metallgittern, - Villengarten mit altem Baumbestand und Resten einer gärtnerischen Gestaltung mit Pavillon und See im Sinne eines Landschaftsgartens der Romantik. | 08957669 |
| Direkt Bild zu diesem Denkmal hochladen | Wohnhaus in halboffener Bebauung | Schmiedegasse 4 (Karte)            | um 1800                                         | Zeittypischer Fachwerkbau im kleinstädtischen Kontext, baugeschichtlich von Bedeutung. Erdgeschoss massiv, verputzt, mit Fenstergewänden aus Granit, gestrichen, geohrter und segmentbogiger Türstock aus Granit mit bauzeitlicher Eingangstür mit geteiltem Oberlicht, Obergeschoss Fachwerk verputzt, profiliertes Traufgesims, Satteldach mit zwei Reihen stehender Dachgaupen. | 08957600 |
| Direkt Bild zu diesem Denkmal hochladen | Wohnhaus in Ecklage | Schneeberger Platz 1 (Karte)       | Anfang 19. Jahrhundert                          | Zeittypischer Fachwerkbau im kleinstädtischen Kontext, baugeschichtlich von Bedeutung. Erdgeschoss massiv, verputzt, mit steinernen Fenstergewänden, profilierte Türstöcke (heute Fenster), Obergeschoss Fachwerk verputzt, Giebel verkleidet, Krüppelwalmdach. | 08957589 |
| Direkt Bild zu diesem Denkmal hochladen | Wohnhaus in geschlossener Bebauung | Schneeberger Straße 3 (Karte)      | 1818                                            | Seltenes Beispiel eines Wohnhauses mit zwei Fachwerk-Obergeschossen, baugeschichtlich von Bedeutung. Erdgeschoss massiv, mit steinernen Fenstergewänden, verputzt, zwei Obergeschoss Fachwerk verputzt, mit hölzernen Fensterrahmungen und geputzten Gurtbändern, Satteldach mit Schieferdeckung und zwei kleinen stehenden Gaupen. | 08957587 |
| Direkt Bild zu diesem Denkmal hochladen | Wohnhaus in offener Bebauung | Schneeberger Straße 19 (Karte)     | bezeichnet 1904                                 | Putzfassade mit Anklängen an den Jugendstil, baugeschichtlich von Bedeutung. Über Klinkersockel mit grünglasierten Abdeckziegeln zweigeschossiger Putzbau mit kunststeinernen Fensterverdachungen in Jugendstil-Weinlaub-Relief, Mittelachsen im Obergeschoss risalitartig vorgezogen und über Kranzgesims in Dachhaus übergehend, floral reliefiertes Giebelfeld, bauzeitliche Haustür mit aufwendiger Reliefverdachung, im Dachhaus liegendes Fenster nachträglich eingebaut. | 08957676 |
| Direkt Bild zu diesem Denkmal hochladen | Doppelwohnhaus | Schneeberger Straße 26; 28 (Karte) | um 1905                                         | Putzbau mit Jugendstilfassade und Fachwerkgiebeln, baugeschichtlich und straßenbildprägend von Bedeutung. Über rustiziertem Sockel zweigeschossige Putzbauten mit flachen, übergiebelten Seitenrisaliten, Gurtbänder, zum Teil bauzeitliche Fenster in geputzten gotisierenden Gewänden, Risalitfenster. | 08957675 |
| Direkt Bild zu diesem Denkmal hochladen | Wohnhaus in offener Bebauung | Schulgäßchen 4 (Karte)             | Anfang 19. Jahrhundert                          | Wohl ehemals Fachwerkbau, Zeugnis kleinstädtischer Wohnbebauung, bildprägendes Mansardgiebeldach, baugeschichtlich von Bedeutung. Erdgeschoss zum Teil massiv, zum Hang Fachwerk, verputzt, bauzeitliches Türblatt, Obergeschoss Fachwerk verputzt, Galgenfenster mit geputzten Rahmen, Mansardgiebeldach. | 08957615 |
| Direkt Bild zu diesem Denkmal hochladen | Villa mit Villengarten und Einfriedung | Siedlerweg 10 (Karte)              | um 1915                                         | Zeugnis bürgerlicher Wohnarchitektur im Reformstil (Landhausstil), weitgehend authentisch erhalten, baugeschichtlich und gartenkünstlerisch von Bedeutung. Über aufgelockertem Grundriss und hohem Sockel aus Plänermauerwerk eingeschossiger Putzbau, zum Tal zwei malerische Standerker, flache Putzgliederung durch Gurtgesimse und Spiegelfelder, weiter Dachüberstand, aufwendige Giebelgestaltung aus Holzverkleidung mit gebogten Schiebefenstern zwischen Pfeilern und über Brüstungsfeldern und Holzschindeln im Giebeldreieck, Biberschwanzdeckung, bauzeitliche Fenster und Türen komplett erhalten, im Innern bleiverglaste Treppenhausfenster, holzverkleidete Halle mit alter Treppe und Geländer, Stuckdecken, Heizkörperverkleidungen, Schiebetüren mit geschliffenen Glaseinsätzen. Parkartiger Hanggarten mit altem Baumbestand und dem ersten Steingarten in Lößnitz, Einfriedung als Bruchsteinmauerwerk-Pfosten mit Lattenzaunelementen. | 08957674 |
| Direkt Bild zu diesem Denkmal hochladen | Stollen mit Mundloch zur Wasserversorgung der Stadt Lößnitz | Steinweg                           | 1856–1865                                       | Zeugnis des Altbergbaus mit technikgeschichtlicher und ortsgeschichtlicher Bedeutung. Einzeldenkmal der Sachgesamtheit Bergbaumonumente Lößnitz (siehe Sachgesamtheit – Obj. 09302241, Bärengrund): Knapp 400 Meter langer und zirka 2,50 Meter hoher Stollen im Berg mit Zugang am Schnitzerheim, einfaches Mundloch in hangseitiger Trockenmauer, eingehauene Jahreszahlen der jährlichen Vortriebsleistung und geschlägeltes Markscheidekreuz, 13 Meter darüberliegend der sogenannte Regina Stolln, mit Bohrloch verbunden. | 08957722 |
| Direkt Bild zu diesem Denkmal hochladen | Turnhalle (ohne später angefügte Erweiterung) | Steinweg 8 (Karte)                 | um 1905                                         | Im funktionalen Zusammenhang mit der Grundschule Altstadt, bauliches Zeugnis historischen Bildungsanspruchs, mit baugeschichtlicher und ortsgeschichtlicher Bedeutung. Über Granitsockel aus Polygonalmauerwerk eingeschossiger Klinkerbau mit segmentbogigen Fenstern, Fassadengliederung durch Lisenen, Gurtbänder und Fensterstürze in alternierender Klinkerfarbe, bandornamentales Abschlussgesims, flaches Satteldach. | 08957617 |
| Weitere Bilder                          | Ehemaliges Spritzenhaus | Steinweg 17 (Karte)                | 1879                                            | Heute Schnitzerhaus des Bergvereins Lößnitz, pittoresker Fachwerkbau mit ortsgeschichtlicher Bedeutung. Erdgeschoss massiv und verputzt, vorkragendes Fenster unter Dachschürze, Obergeschoss Fachwerk, traufseitig verbrettert und mit hölzernen Fensterumrandungen, giebelseitig unter Baldachin zwei Figuren (Bergmann und Klöpplerin), Satteldach mit Glockendachreiter. | 08957658 |
| Direkt Bild zu diesem Denkmal hochladen | Wohnhaus in offener Bebauung und zwei Torpfeiler | Steinweg 30 (Karte)                | um 1900                                         | Villenartiger Putzbau mit übergiebeltem Mittelrisalit und Freigespärre, baugeschichtlich von Bedeutung. Über ziegelverkleidetem Sockelgeschoss eingeschossiger Putzbau, historistische Fenstergewände aus Kunststein, umlaufendes Ziegelgurtband, flacher Mittelrisalit mit großem Dachhaus, mit Balkon und bauzeitlichem Gitter, Ziergespärre, Krüppelwalmdach mit Dachüberstand und Biberschwanzdeckung, Schleppgaupen, bauzeitliche Fenster im Erdgeschoss mit gesprossten Oberlichtern, Torpfeiler als Ziegelstelen mit Putzspiegel und Pyramidenabschluss. | 08957657 |
| Direkt Bild zu diesem Denkmal hochladen | Wohnhaus in offener Bebauung | Teichgasse 2 (Karte)               | um 1800                                         | Breit gelagerter Fachwerkbau mit charakteristischem Mansardgiebeldach, baugeschichtlich und straßenbildprägend von Bedeutung. Über historischen Kellergewölben Erdgeschoss massiv, Türstock und Gewände Obergeschoss Fachwerk verputzt, Mansardgiebeldach mit hinterer Schleppe, Giebel verkleidet. | 08957618 |
| Direkt Bild zu diesem Denkmal hochladen | Wohnhaus in offener Bebauung, mit Anbau | Teichgasse 4 (Karte)               | bezeichnet 1807                                 | Stattlicher Fachwerkbau mit Mansarddach, baugeschichtlich und straßenbildprägend von Bedeutung. Über verputztem Erdgeschoss aus Gneisplänern Obergeschoss Fachwerk, zum Teil mit Ziegelausmauerung, zum Teil mit Lehmstaken, profiliertes Traufgesims, Obergeschoss teilweise verbrettert, Giebeldreieck dekorativ verschiefert, Mansarddach mit Schopf mit zwei Reihen stehender Dachgaupen, segmentbogiger Fenstersturz mit Keilstein aus Granit, bezeichnet „C.A.S. 1807“, zum Teil vierflügelige Fenster mit stehendem Kämpfer, zwei historische Eingangstüren. | 08957555 |
| Direkt Bild zu diesem Denkmal hochladen | Ehemalige Mühle | Teichgasse 5 (Karte)               | bezeichnet 1700                                 | Lang gestreckter Fachwerkbau mit steilem Satteldach, seltenes Zeugnis des ursprünglichen städtischen Handwerks, baugeschichtlich, hausgeschichtlich und technikgeschichtlich von Bedeutung. Lang gestreckter Mühlenbau am Lößnitzbach, mit massivem Erdgeschoss, Graupelputz, Fenstergewände aus Granit mit Originalvergitterung, Granittürstock mit großem Keilstein und Relief, bezeichnet „C.F.A.W. Anno 1773“, Obergeschoss auf breiter Schwelle mit eingeritzter Datierung „1773“, aus Fachwerk, dekorativ verschiefert, profilierter Rähm, breiter, hoher Giebel mit dekorativer Verschieferung, Fenster vergrößert, Anbau: Erdgeschoss massiv, verputzt, Obergeschoss preußisches Fachwerk, verbrettert. | 08957625 |
| Direkt Bild zu diesem Denkmal hochladen | Zwei Fabrikgebäude einer ehemaligen Weberei | Teichgasse 7 (Karte)               | um 1895                                         | Zwei parallel zueinander stehende Gebäude, Zeugnis der industriellen Entwicklung von Lößnitz, baugeschichtlich, ortsgeschichtlich und technikgeschichtlich von Bedeutung. - Erster Bau: Langgestreckter zweigeschossiger Klinkerbau, im Erdgeschoss große Rundbogenfenster mit gemauerten Sturzbögen, dreieckige Zuganker, Obergeschoss mit segmentbogigen Fenstern und gemauerten Stürzen, Giebelwand mit Bergetüren und Okulus, Satteldach mit Überstand, umlaufendes Traufgesims aus aufgeputzten Halbkreisen, bauzeitliche Sprossenfenster, Schornstein über quadratischem Sockel in oktogonalem, sich verjüngendem Grundriss. - Zweiter Gebäuderiegel: Parallel zum ersten Gebäude in entsprechenden Formen ohne Trauffries, flachgeneigtes Satteldach ohne Überstand, mit gesägten Dachbalkenköpfen. | 08957624 |
| Direkt Bild zu diesem Denkmal hochladen | Wohnhaus in geschlossener Bebauung und Ecklage | Topfmarkt 1 (Karte)                | Anfang 19. Jahrhundert, im Kern wohl älter      | Stattlicher Baukörper mit zwei verputzten Fachwerkobergeschossen (Aufstockung), baugeschichtlich und straßenbildprägend von Bedeutung. Kubischer Baukörper mit massivem Erdgeschoss, Fenstergewände aus Porphyr, zum Teil Fenster verändert, zwei Obergeschoss aus Fachwerk, verputzt, mit hölzernen Fenstersohlbänken, hohes Walmdach mit stehenden Dachgaupen. | 08957581 |
| Direkt Bild zu diesem Denkmal hochladen | Wohnhaus in halboffener Bebauung | Topfmarkt 2 (Karte)                | Anfang 19. Jahrhundert                          | Markanter Wohnbau mit Sichtfachwerk, baugeschichtlich und straßenbildprägend von Bedeutung. Erdgeschoss massiv und verputzt, zwei Obergeschoss heute mit aufgenageltem Fachwerk, hohes Satteldach mit zwei Reihen stehender Gaupen. | 08957580 |
| Direkt Bild zu diesem Denkmal hochladen | Wohnhaus in offener Bebauung | Topfmarkt 7 (Karte)                | wohl 18. Jahrhundert                            | Charakteristischer Wohnbau mit Fachwerkobergeschoss, baugeschichtlich von Bedeutung. Erdgeschoss massiv, mit historischem Graupelputz, steinerne Fenstergewände mit Holzläden, Türstock aus Porphyr und schlichter klassizistischer Verdachung, Obergeschoss Fachwerk, verputzt, mit Galgenfenstern in historischer Größe und geputzten Faschen, Krüppelwalmdach. | 08957579 |
| Direkt Bild zu diesem Denkmal hochladen | Wohnhaus in offener Bebauung | Untere Bahnhofstraße 2 (Karte)     | um 1800                                         | Ehemals Forsthaus, Zeugnis der alten Ortsstruktur, baugeschichtlich und ortsgeschichtlich von Bedeutung. Zweigeschossiger Massivbau, verputzt, stichbogiger Türstock aus Granit, mit Schlussstein, Fenstergrößen zum Teil verändert, profiliertes Traufgesims, weites Krüppelwalmdach zwei Reihen stehender Dachgaupen. | 08957677 |
| Direkt Bild zu diesem Denkmal hochladen | Wohnhaus in geschlossener Bebauung | Untere Bahnhofstraße 7 (Karte)     | bezeichnet 1910                                 | Spätes Beispiel einer Jugendstilfassade im Lößnitzer Gründerzeit-Stadterweiterungsgebiet, baugeschichtlich und ortsentwicklungsgeschichtlich von Bedeutung. Dreigeschossiger Putzbau mit Fassadengliederung durch aufwändige Mittelfenstergruppierung von Rundbogenfenstern und flachen Jugendstil-Stuckreliefs mit Sonnenmotiven, seitlich hochrechteckige Fenster mit flachen Reliefkränzen bzw. Festons auf Brüstungsspiegeln, einfache Fensterverdachungen, Mansardgiebeldach. | 08957637 |
| Weitere Bilder                          | Unterer Bahnhof Lößnitz: zweiteiliges Bahnhofsgebäude mit mittiger Wartehalle, Güterschuppen, Nebengebäude und historische Signalanlagen der Bahnstation                               | Untere Bahnhofstraße 10 (Karte)    | 1899                                            | Weitgehend authentisch erhaltene Typenbauten, eisenbahngeschichtlich, ortsgeschichtlich und technikgeschichtlich von Bedeutung. Einzeldenkmale der Sachgesamtheit (siehe Sachgesamtheit – Obj. 09302320) - Bahnhofsgebäude: Zweigeschossiger Klinkerbau mit eingeschossigem Seitentrakt über Granitsockel, dazwischen Wartehalle, Fassadengliederung durch Eckpilaster, profiliertes Gurtgesims und Deutsches Band, Drempelgeschoss unter flach geneigtem Satteldach mit Überstand, - Frachtschuppen: Über Granitquadersockel eingeschossiger Klinkerbau mit segmentbogigen Toren und Frachtrampe unter weitem Dachüberstand, Schuppen als Klinkerbau, in Formen wie das Bahnhofsgebäude, - Am Bahnhof Sammlung von historischen Signalmasten und -anlagen. | 08957680 |
| Direkt Bild zu diesem Denkmal hochladen | Unterer Bahnhof Lößnitz mit folgenden Einzeldenkmalen: zweiteiliges Bahnhofsgebäude mit mittiger Wartehalle, Güterschuppen, Nebengebäude und historische Signalanlagen der Bahnstation | Untere Bahnhofstraße 10 (Karte)    | um 1890                                         | Weitgehend authentisch erhaltene Typenbauten, eisenbahngeschichtlich, ortsgeschichtlich und technikgeschichtlich von Bedeutung. Sachgesamtheit (siehe Einzeldenkmale – Obj. 08957680). | 09302320 |

## Affalter
| Bild                                    | Bezeichnung                                                                        | Lage                             | Datierung | Beschreibung | ID       |
| --------------------------------------- | ---------------------------------------------------------------------------------- | -------------------------------- | --- | --- | -------- |
|                                         | Triangulationssäule                                                                | Katzenstein (Erzgebirge) (Karte) | bezeichnet 1864                                                                                                  | Station 2. Ordnung, mehrteiliger und mehrstufiger Pfeiler auf quadratischem Grundriss, Höhe 2,5 m, Material: Auer Granit, Inschrift: „Station/KATZENSTEIN/der/K:Sächs:/Triangulirung/1864“ – bedeutendes Zeugnis der Geodäsie des 19. Jahrhunderts, vermessungsgeschichtlich von Bedeutung. Im Zeitraum 1862 bis 1890 erfolgte im Königreich Sachsen eine Landesvermessung, bei der zwei Dreiecksnetze gebildet wurden. Zum einen handelt es sich um das Netz für die Gradmessung im Königreich Sachsen (Netz I. Classe/Ordnung) mit 36 Punkten und die Königlich Sächsische Triangulierung (Netz II. Classe/Ordnung) mit 122 Punkten. Geleitet wurde diese Landesvermessung durch Christian August Nagel, wonach die Triangulationssäulen auch als „Nagelsche Säulen“ bezeichnet werden. Dieses Vermessungssystem war eines der modernsten Lagenetze in Deutschland. Die hierfür gesetzten Vermessungssäulen blieben fast vollständig an ihren ursprünglichen Standorten erhalten. Sie sind ein eindrucksvolles Zeugnis der Geschichte der Landesvermessung in Deutschland sowie in Sachsen. Das System der Vermessungssäulen beider Ordnungen ist in seiner Gesamtheit ein Kulturdenkmal von überregionaler Bedeutung. | 09305063 |
| Direkt Bild zu diesem Denkmal hochladen | Häuslerhaus (ohne hinteren Anbau)                                                  | Am Anger 19 (Karte)              | 2. Hälfte 19. Jahrhundert                                                                                        | Zeit- und regionaltypischer Fachwerkbau, Teil der alten Dorfstruktur, baugeschichtlich von Bedeutung. Erdgeschoss massiv, Fenster leicht vergrößert, Obergeschoss Fachwerk, Giebelseite verschiefert, Krüppelwalmdach. | 08957709 |
| Direkt Bild zu diesem Denkmal hochladen | Wohnstallhaus und zwei Seitengebäude eines Dreiseithofes                           | Bergweg 2 (Karte)                | bezeichnet 1755                                                                                                  | Zeit- und regionaltypische Hofanlage in Fachwerkbauweise von wissenschaftlichem Wert für die ländliche Hausforschung, baugeschichtlich und heimatgeschichtlich von Bedeutung. - Wohnstallhaus: Transloziert 1755, Erdgeschoss massiv, verändert, Obergeschoss Fachwerk mit regelmäßigen Querstreben und profilierter Schwelle, Fenster leicht vergrößert, im Innern Keilstein bezeichnet „1755 M.K“. - Seitengebäude: Erdgeschoss massiv, zum Teil verändert, Datierung auf Rähm, Obergeschoss Fachwerk, mit Blattsassen, zum Hof vorkragend, steiles Satteldach. | 08957712 |
| Direkt Bild zu diesem Denkmal hochladen | Wohnstallhaus und Wassertrog eines Bauernhofes                                     | Bergweg 3 (Karte)                | bezeichnet 1824                                                                                                  | Stattliches Wohnstallhaus mit verkleidetem Fachwerkobergeschoss, baugeschichtlich von Bedeutung. Erdgeschoss aus Plänermauerwerk, verputzt, zum Teil verändert, segmentbogiger Türstock aus Porphyr, mit Schlussstein und Datierung, Obergeschoss Fachwerk, mit Fenstern in Originalgröße, Satteldach mit Schieferdeckung, Granitwassertrog an der Hofseite. | 08957717 |
| Direkt Bild zu diesem Denkmal hochladen | Westliches Wohnhaus eines Dreiseithofes                                            | Beuthaer Straße 7 (Karte)        | 2. Hälfte 17. Jahrhundert                                                                                        | Obergeschoss Fachwerk mit Kopfstreben und doppelten Andreaskreuzen, ältestes Zeugnis der Fachwerk-Bauart im Ort, hohe baugeschichtliche, hausgeschichtliche und heimatgeschichtliche Bedeutung. Erdgeschoss massiv, verändert, Obergeschoss zweiriegeliges Fachwerk mit starken Streben, Kopfbänder verblattet, doppelte Andreaskreuze, Schwelle mit Schiffskehlung, Giebel verschiefert, steiles Satteldach, Fenster annähernd in historischer Größe. | 08957718 |
|                                         | Denkmal für die Gefallenen des Ersten Weltkrieges                                  | Forststraße                      | nach 1918 | Ortsgeschichtlich von Bedeutung. Über einem Sockelstein sich nach unten verjüngende Stele mit Relief eines Wappenschildes, Stahlhelm, Schwert und Spruchband mit Jahreszahlen, abgetreppter Abdeckstein mit Spitze. | 08957698 |
| Direkt Bild zu diesem Denkmal hochladen | Mietvilla                                                                          | Hartensteiner Straße 3 (Karte)   | um 1905 | Zeittypischer Wohnbau in Klinkermischbauweise, baugeschichtlich und ortsentwicklungsgeschichtlich von Bedeutung. Viergeschossiger Putzbau, Erdgeschoss und erstes Obergeschoss zur Hälfte klinkerverkleidet, Sohlbank abgeschrägt und mit glasierten Ziegeln belegt, zweigeschossiger Holzbalkon, verglast, im Traufbereich Zierfachwerk, Walm- und Satteldächer. | 08957701 |
| Direkt Bild zu diesem Denkmal hochladen | Fabrikgebäude mit Einfriedung                                                      | Hartensteiner Straße 5 (Karte)   | 1907 | Im Ortsteil singuläres Zeugnis der Industrialisierung nach 1900, Putzbau mit straffer Lisenengliederung, architektonisch anspruchsvolle Fassade, baugeschichtlich, ortsgeschichtlich und industriegeschichtlich von Bedeutung. Viergeschossiger Putzbau mit Gliederung durch Gurtbänder und getreppte Gurtgesimse in Klinker und Lisenen, zur Straße Treppenhaus mit Haupteingang als weit vorspringender Risalit, flachgeneigtes Satteldach mit aufgesetztem Lichtgaden, Schuppen aus preußischem Fachwerk, mit bauzeitlichen Holztoren und flachem Satteldach mit Überstand, Einfriedung aus Ziegelpfeilern und einfachem Metallgitter. | 08957700 |
| Direkt Bild zu diesem Denkmal hochladen | Bergverwalterhaus                                                                  | Hauptstraße 1 (Karte)            | um 1870 | Stattlicher Baukörper mit baugeschichtlicher und ortsgeschichtlicher Bedeutung. Über hohem Souterrain zweigeschossiger Putzbau mit profilierten Fenstergewänden aus Porphyr, vorgelagerte zweiläufige Treppe, Satteldach mit Schieferdeckung, im Schweizerstil, mit Überstand und großem Dachreiter mit Rundbogenöffnungen und Wetterfahne. | 08957715 |
| Direkt Bild zu diesem Denkmal hochladen | Wohnstallhaus, südliches Seitengebäude und nördliche Scheune eines Dreiseithofes   | Hauptstraße 27 (Karte)           | 2. Hälfte 19. Jahrhundert                                                                                        | Hofanlage in regionaltypischer Fachwerkbauweise, Teil der alten Dorfstruktur, baugeschichtlich von Bedeutung. - Wohnstallhaus: Erdgeschoss massiv und verändert, zum Teil Fenster vergrößert, Obergeschoss Fachwerk, verschiefert, mit Fenstern in Originalgröße, Schiefer-Satteldach, - Zwei Scheunen: Fachwerkkonstruktion, verbrettert, Giebelflächen verschiefert, Satteldach mit Überstand. | 08957716 |
| Direkt Bild zu diesem Denkmal hochladen | Häuslerhaus                                                                        | Hauptstraße 31 (Karte)           | 2. Hälfte 19. Jahrhundert                                                                                        | Weitgehend authentisch erhaltener zeit- und regionaltypischer Fachwerkbau mit baugeschichtlicher Bedeutung. Erdgeschoss massiv, historische Fenster mit bemalten Fensterläden, Obergeschoss komplett verschiefertes Fachwerk, alte Fenster in Originalgröße, Satteldach. | 08957707 |
| Weitere Bilder                          | Ehemaliges Rathaus                                                                 | Hauptstraße 32 (Karte)           | bezeichnet 1925                                                                                                  | Stattlicher Bau in traditionellen Formen, baugeschichtlich und ortsgeschichtlich von Bedeutung. Über Granitsockel zweigeschossiger Putzbau mit flachem Mittelrisalit und Freitreppe, im Erdgeschoss Rundbogenfenster mit einfacher Verdachung, Gliederung der Fassaden durch schmale Gurtgesimse, über Haupteingang Gesims expressionistisch verbrochen, Mansarddach mit verschiefertem Dreiecksgiebel über Mittelrisalit. | 08957713 |
| Direkt Bild zu diesem Denkmal hochladen | Wohnhaus                                                                           | Hauptstraße 45 (Karte)           | Mitte 19. Jahrhundert                                                                                            | Zeit- und regionaltypischer Fachwerkbau mit baugeschichtlicher Bedeutung. Erdgeschoss massiv, mit vergrößerten Fenstern und Fensterläden, Obergeschoss Fachwerk, verschiefert, historische Kreuzstockfenster, Krüppelwalmdach mit zwei kleinen stehenden Dachgaupen und verschieferten Giebelflächen, ein Viertel des Hauses (Anbau) 1946 ergänzt. | 08957711 |
| Weitere Bilder                          | Kirche mit Ausstattung, frei stehender Glockenturm                                 | Hauptstraße 50 (Karte)           | 1928–1931 (Kirche); bezeichnet mit 1930 (Taufe und Kirchenfenster); bezeichnet mit 1931 (Kruzifix); 1970 (Orgel) | Saalkirche, zeittypischer Putzbau mit markantem Dachreiter, bau- und ortsgeschichtlich von Bedeutung. Saalkirche mit Flachdecke, Putzbau über Granitsockel, gotisierende Spitzbogenfenster, halbrunde Apsis, Walmdach mit langer Schleppgaupe und zentralem Dachreiter, Fenster 1930–1950 gestiftet, schlichter Taufstein in expressionistischen Formen, über dem Kirchenschiff im Dachbereich Wohnraum, expressionistisch anmutender Glockenturm mit sich verjüngendem Erdgeschoss aus unverputztem Plänermauerwerk, Obergeschoss Fachwerk, verbrettert, einfache Turmspitze, im offenen Turmgeschoss Holztafel für die Gefallenen des Zweiten Weltkrieges. | 08957706 |
| Weitere Bilder                          | Denkmal für die Gefallenen des Ersten Weltkrieges                                  | Hauptstraße 50 (Karte)           | Nach 1918 | Ortsgeschichtlich von Bedeutung, auf dem Friedhof, Granitstele mit Relief und Namenstafeln unter Metallkreuz | 09307438 |
| Direkt Bild zu diesem Denkmal hochladen | Wohnhaus                                                                           | Hauptstraße 88 (Karte)           | Mitte 19. Jahrhundert                                                                                            | Zeit- und regionaltypischer Fachwerkbau mit baugeschichtlicher Bedeutung. Erdgeschoss massiv, mit historischen Fenstern, Obergeschoss Fachwerk, mit Verbretterung und Verschieferung, Giebel verschiefert, steiles Satteldach, zum Teil leicht vergrößerte Fenster mit Sechsfachsprossung. | 08957702 |
| Direkt Bild zu diesem Denkmal hochladen | Wohnstallhaus (ohne Stallanbau), Seitengebäude und Scheune und eines Dreiseithofes | Hauptstraße 95 (Karte)           | Mitte 19. Jahrhundert                                                                                            | Regionaltypische Hofanlage in Fachwerkbauweise, baugeschichtlich und wirtschaftsgeschichtlich von Bedeutung. - Wohnstallhaus: Erdgeschoss massiv, Obergeschoss Fachwerk, verbrettert, mit Originalfenstern, - Scheune (mit Silo): Fachwerkkonstruktion, verbrettert, Giebel dekorativ verschiefert, - Stallgebäude: Erdgeschoss massiv, Obergeschoss Fachwerk mit Lehmgefache, schieferverkleidet, Bergetür, Satteldach, Kellergewölbe. | 08957719 |
| Direkt Bild zu diesem Denkmal hochladen | Wohnstallhaus mit Anbau (Auszugshaus) und zwei Seitengebäude eines Dreiseithofes   | Hauptstraße 106 (Karte)          | 1. Hälfte 18. Jahrhundert                                                                                        | Stattlicher Bauernhof in Fachwerkbauweise als Teil der alten Dorfstruktur mit baugeschichtlicher und ortsbildprägender Bedeutung. - Wohnstallhaus: Erdgeschoss massiv, steinerne Tür- und Fenstergewände, Obergeschoss Fachwerk, verkleidet, profilierte Traufe, - Angebautes Auszugshaus: über hohem Sockel Fachwerk teilweise verbrettert, mit Außentreppe, - Stallgebäude: Erdgeschoss teilweise massiv, teilweise Fachwerk mit Blattsassen und Kopfbändern, profilierter Rähm, Obergeschoss Fachwerk, verkleidet, mit Bergetür, - Südliches Seitengebäude: Fachwerk mit gesägten Kopfbändern und Rähm einer ehemaligen Oberlaube, Bergetür. | 08957703 |
| Direkt Bild zu diesem Denkmal hochladen | Wohnstallhaus eines Dreiseithofes                                                  | Teichweg 3 (Karte)               | bezeichnet 1749                                                                                                  | Weitgehend authentisch erhaltener zeit- und regionaltypischer Fachwerkbau mit baugeschichtlicher Bedeutung. Erdgeschoss massiv und verändert, Obergeschoss regelmäßiges Fachwerk aus starken Ständern und Riegeln, mit vergrößerten Fenstern, Giebel verbrettert. | 08957710 |

## Dittersdorf
| Bild                                    | Bezeichnung | Lage                               | Datierung                                         | Beschreibung | ID       |
| --------------------------------------- | --- | ---------------------------------- | ------------------------------------------------- | --- | -------- |
| Weitere Bilder                          | Eisenbahnbrücke                                                                                                | Fuchsbrunnbachtal (Karte)          | 1898–1899 (Dokumentation des Landratsamtes Aue)   | Verkehrshistorische und baugeschichtlich-ingenieurtechnische Bedeutung, einzig erhaltener von ehemals sieben Viadukten der Bahnstrecke Zwönitz–Scheibenberg. (siehe auch Zwönitz, Stadt, OT Kühnhaide – Obj. 09238319) Genietete Eisenkonstruktion auf zwei Pfeilern mit Stütz- und Böschungsmauern aus Natursteinquadern zur Überführung über das Tal des Fuchsbrunnbaches, Strecke der „Alten Scheibenberger Bahn“ (Zwönitz–Scheibenberg) | 09305272 |
| Weitere Bilder                          | Steinbruch | Dreihansner Straße (Karte)         | ab 1856                                           | Als ehemalige Förderstätte des Lößnitzer Schiefers und durch spätere Verwendung als Naturtheater von technikgeschichtlicher und ortsgeschichtlicher Relevanz. Zur industriellen Gewinnung von Dachschiefer von der Sächsischen-Schieferbruch-Compagnie angelegte Förderstätte mit bis zu 500 Beschäftigten, nach Durchgrünung in den 20er und 30er Jahren Verwendung des Schieferlochs als pittoreskes Naturtheater mit Felskulisse, See und hölzernen Sitzreihen. | 08957601 |
| Direkt Bild zu diesem Denkmal hochladen | Seitengebäude (mit Oberlaube) eines Vierseithofes                                                              | Grünhainer Weg 4 (Karte)           | 2. Hälfte 18. Jahrhundert                         | Denkmalrelevanter Teil eines Bauernhofes mit hoher bauhistorischer Relevanz. Erdgeschoss massiv, durch Garageneinbauten verändert oder später unterfahren, Obergeschoss Fachwerk verbrettert, zum Hof vorkragend, mit Oberlaube aus drei weiten Jochen und verbretterter Brüstung, mit schlichten verzapften Kopfbändern und Taubenschlag, Satteldach mit Schieferdeckung und stehenden Dachgaupen. | 08957734 |
|                                         | Schule | Grünhainer Weg 5 (Karte)           |                                                   | | 09306304 |
| Direkt Bild zu diesem Denkmal hochladen | Steinbogenbrücke mit anstoßender Uferbefestigung                                                               | Grünhainer Weg 7 (bei) (Karte)     | 19. Jahrhundert                                   | Einfache Überbrückung von verkehrsgeschichtlicher Bedeutung. Einbogige, einfache Bogenbrücke aus Gneispläner, anstoßende Uferbefestigung als Trockenmauer gleichen Materials. | 08957691 |
|                                         | Wohnstallhaus und Seitengebäude eines Vierseithofes                                                            | Grünhainer Weg 8 (Karte)           | 1743                                              | Jagdhaus der von Schönburgs, stattliche Zeugnisse ländlicher Fachwerkbauweise, baugeschichtlich, hausgeschichtlich und ortsgeschichtlich von Bedeutung. - Wohnstallhaus: Erdgeschoss massiv, zum Teil verändert, Obergeschoss Fachwerk, im vorderen Teil mit starker und reich profilierter Schwelle, einriegeliges, starkes Fachwerk mit geschwungenen Kopfbändern, ehemalige Oberlaube, profilierter Rähm, rechter Gebäudeteil zweiriegeliges, einfaches Fachwerk, - Seitengebäude: Erdgeschoss teils Fachwerk, teils massiv und verputzt, mit Stallgewölbe, Obergeschoss Fachwerk mit einfachen Querstreben, zum Hof überkragend, Lehmgefache, Bergetür und Originalfenster mit Sechsfachsprossung. | 08957687 |
|                                         | Wohnhaus | Grünhainer Weg 9 (Karte)           | 18. Jahrhundert                                   | Zeittypisches Zeugnis ländlicher Fachwerkbauweise, baugeschichtlich von Bedeutung. Erdgeschoss massiv, vergrößerte Fenster, Obergeschoss Fachwerk, traufseitig verschiefert, Giebel verkleidet, zum Teil alte Galgenfenster, Satteldach mit Schieferdeckung. | 08957692 |
| Weitere Bilder                          | Eisenbahnviadukt mit Hangmauer                                                                                 | Grünhainer Weg 9 (bei) (Karte)     | um 1895                                           | Vierbogige Bruchsteinmauerwerkbrücke der Bahnstrecke Chemnitz–Adorf, eisenbahngeschichtlich, ortsgeschichtlich, ortsbildprägend und technikgeschichtlich von Bedeutung. Vierbogige Bruchsteinmauerwerkbrücke der Bahnstrecke Chemnitz–Adorf mit anstoßender Hangmauer zur Befestigung der Bahndamm-Flanke, Brücke mit einfachem Metallgeländer, 47,60 Meter lang und 10,20 Meter hoch. | 08957688 |
| Weitere Bilder                          | Eisenbahnbrücke mit Hangbefestigung                                                                            | Grünhainer Weg 10 (bei) (Karte)    | um 1895                                           | Stahlträgerbrücke der Bahnstrecke Chemnitz–Adorf, mit Auflagern und Hangbefestigung, eisenbahngeschichtlich und technikgeschichtlich von Bedeutung. Genietete Stahlträgerbrücke der Bahnstrecke Chemnitz–Adorf, mit Auflagern aus Granitmauerwerk, Bahndamm-Flanken mit Bruchsteinmauerwerk befestigt, einfaches Metallgeländer. | 08957689 |
| Direkt Bild zu diesem Denkmal hochladen | Wohnhaus und Seitengebäude eines ehemaligen Vierseithofes, mit Obstgarten und gegenüberliegender Terrassierung | Grünhainer Weg 32 (Karte)          | Wohnhaus 1. Hälfte 19. Jahrhundert, im Kern älter | Beide Gebäude in Fachwerkbauweise mit bauhistorischer Qualität und im Gemeindegebiet singulärer Bauform, baugeschichtlich von Bedeutung. - Wohnhaus: Über Hakengrundriss, Erdgeschoss massiv, verändert, Obergeschoss Fachwerk, zum Teil mit liegenden Fenstern, Traufseite zu zwei Vollgeschossen aufgestockt und verschiefert, Krüppelwalmdach, zum Teil vierflügelige Fenster mit festem Kämpfer, - Nebengebäude: Pläner-Erdgeschoss mit alten Putzresten, Obergeschoss Fachwerk mit Lehmgefache, Bergetüren, Satteldach. | 08957693 |
| Weitere Bilder                          | Denkmal für die Gefallenen des Ersten Weltkrieges                                                              | Kühnhaider Straße (Karte)          | nach 1918 (Kriegerdenkmal)                        | Ortsgeschichtlich von Bedeutung. Oberhalb der Straße einfache Anlage mit quadratischer Granitstele und zwei seitlichen Zugangsrampen, Stele über getrepptem Sockel mit eingelassener schwarzer Namenstafel und erhabenen Reliefs (Stahlhelm, Eiserne Kreuze und gekreuzte Schwerter), gebogter Deckstein. | 08957694 |
| Direkt Bild zu diesem Denkmal hochladen | Seitengebäude (mit Oberlaube) einer ehemaligen Ölmühle                                                         | Kühnhaider Straße 12 (Karte)       | nach 1800                                         | Stattlicher Bestandteil eines Mühlhofes in gutem Originalzustand und mit hoher baugeschichtlicher Bedeutung. Zweigeschossiger Fachwerkbau, Obergeschoss zum Hof vorkragend, vierjochige Oberlaube mit geschweiften Kopfbändern, teils verbrettert, Brüstung verbrettert, steiles Krüppelwalmdach mit verschiefertem Giebel, Rückseite verbrettert, mit originalen Bergetüren. Urfunktion womöglich Ausspanne, da im Obergeschoss innen kammerartige Abteilungen durch die Konstruktion herzuleiten sind. | 08957735 |
| Direkt Bild zu diesem Denkmal hochladen | Wohnhaus (ohne Anbau) eines ehemaligen Bauernhofes, mit Wassertrog                                             | Kühnhaider Straße 20               | Anfang 18. Jahrhundert                            | Ältestes Zeugnis bäuerlicher Fachwerkbauweise im Ortsteil, baugeschichtlich und hausgeschichtlich von Bedeutung. Erdgeschoss massiv und verändert, Obergeschoss als durchgebogenes zweiriegeliges starkes Fachwerk, mit leicht vergrößerten Fenstern, profilierte Schwelle, steiles Satteldach, Giebel verschiefert, Haustür Anfang 19. Jahrhundert, im Innern Balkendecken. | 08957685 |
| Direkt Bild zu diesem Denkmal hochladen | Ehemaliges Wohnstallhaus, Seitengebäude und Scheune eines Dreiseithofes                                        | Kühnhaider Straße 36 (Karte)       | um 1800                                           | Regionaltypische Hofanlage in Fachwerkbauweise, baugeschichtlich und wirtschaftsgeschichtlich von Bedeutung. - Wohnstallhaus: Erdgeschoss massiv, verändert, Obergeschoss Fachwerk, Giebel- und Außenseite verkleidet oder verschiefert, Fenster in Originalgröße, hinterer Teil auch im Obergeschoss massiv, Satteldach, - Seitengebäude: Über Plänersockel zweistöckige Fachwerkkonstruktion, im Erdgeschoss verbrettert, Obergeschoss zum Hof vorkragend, mit Fenstern bzw. Luken in Originalgröße, Satteldach, - Scheune: Winkelförmig angebaut, Fachwerk, verbrettert. | 08957733 |
| Weitere Bilder                          | Stahlträgerbrücke der Eisenbahnstrecke Chemnitz–Aue                                                            | Kühnhaider Straße 52 (bei) (Karte) | um 1895                                           | Eisenbahngeschichtlich und technikgeschichtlich von Bedeutung. Genietete Stahlträgerkonstruktion mit einfachem Metallgeländer, Auflager aus Bruchsteinmauerwerk mit Granit-Eckquaderung. | 08957695 |